# ザ・キング・オブ・ファイターズの登場人物
ザ・キング・オブ・ファイターズの登場人物（ザ・キング・オブ・ファイターズのとうじょうじんぶつ）では、SNKのゲーム『ザ・キング・オブ・ファイターズ』シリーズ（以下『KOF』）に登場するキャラクターを解説する。
作品ごとで出場キャラクターが異なるため、キャラクターによっては登場していない作品もある。また『餓狼伝説』など他のゲーム作品から客演しているキャラクターは、原典作品での設定が一部変更されている場合もある。
担当声優に関しては、個別記事があるキャラクターに関しては格闘ゲームでの配役のみ記載。個別記事がないキャラクター、あるいは格闘ゲーム以外で登場するキャラクターに関してはそれ以外の配役も記載する。

## キャラクター設定
対戦型格闘ゲーム『ザ・キング・オブ・ファイターズ』は、物語を動かす中心人物となる本作オリジナルキャラクター以外にも、多くのキャラクターが登場する。
ゲーム制作会社「SNK」の複数のゲーム作品（『餓狼伝説』『龍虎の拳』『怒』『サイコソルジャー』『サムライスピリッツ』など）のキャラクターが同一世界に共存する「クロスオーバー作品」として始まったゲーム作品であるため、原典となるゲーム作品群とは辿った歴史の異なる“パラレルワールド”としての物語を展開している。例として挙げると、原典となるゲーム作品では『龍虎の拳』は『餓狼伝説』の10年以上前が作品の舞台だが、本作では両作品のキャラクターが同時代の人物として大会に参加している。
作品が新作へと進むごとに劇中でも時間は経過しているものの、一部の主要人物が物語の進展に応じて要所要所で若干成長することはあるが、基本的には登場人物の年齢は設定されておらず歳を取らないため、製作者いわく「『サザエさん』のような感じと思っていただいて構わない」とのことである。

## 三種の神器

### 草薙一族
草薙京（くさなぎ きょう）［Kyo Kusanagi］
声 - 野中政宏['94 - XIII]、前野智昭[XIV - ]
所属：日本チーム（主人公チーム〈'94-'98〉、京チーム〈2002UM〉）、三種の神器チーム（R-1、2003）、草薙流チーム（R-2）、隠しボス（'99）、エディット専用（2000）、京&庵チーム（XI）、三種の神器チーム（XV）
『KOF』初代（オロチ編）主人公。炎を操る草薙流古武術の継承者（祓う者）である青年。『KOF MAXIMUM IMPACT』シリーズではアルバ・メイラのライバル。
シリーズによって技構成や衣装が大きく変化し、旧作のスタイルを「'94/'95草薙京」、「ネスツスタイル京」、「草薙京CLASSIC」などの別キャラクターとして選択できるタイトルもある。
草薙柴舟（くさなぎ さいしゅう）［Saisyu Kusanagi］
声 - 新居利光['94RE-BOUT、'95]、逆木圭一郎['98 - 2002]
所属：エディット専用（'94RE-BOUT）、中ボス（'95）、おやじチーム（'98）、マニアックストライカー（2000）、草薙流チーム（R-2）、混合チーム（NW）
京の父で、先代の草薙流継承者。『'94』でルガールに敗れて死亡したものと思われていたが、『'95』でルガールに洗脳されて彼の部下として立ちはだかり、プレイヤーに敗れたあとに洗脳が解けて無事に生還する。タクマ・サカザキとは『'94』以前からの知り合い。
草薙蒼司
→ KOF 京
草薙葵
→ KOF 京
草薙静
→ KOF 京

### 八神（八尺瓊）一族
八神庵（やがみ いおり）［Iori Yagami］
声 - 安井邦彦['96 - XIII]、星野貴紀[XIV - ]
所属：八神チーム（'96チーム）、ライバルチーム（'95）、エディット専用（'97、R-2、2000）、三種の神器チーム（R-1、2003）、隠しボス（'97〈京のみ〉、'99）、庵チーム（2001）、中ボス（EX）、京&庵チーム（XI）、三種の神器チーム（XV）
京の宿敵で、『KOF』シリーズの準主人公。八神（八尺瓊）流古武術の継承者（封ずる者）。蒼い炎を駆使する。草薙家が倒したヤマタノオロチの一族と手を組んだ八神家の末裔。
『XII』と『XIII』ではストーリー上、一時的に炎が使えなくなったが、後に能力を取り戻した姿が「炎を取り戻した庵」として登場している。

### 神楽（八咫）一族
神楽ちづる（かぐら ちづる）［Chizuru Kagura］
声 - 斉藤亜紀子['96 - '98]、須川由紀子[2003]、大原さやか[XV]
所属：中ボス（'96、2003）、女性格闘家チーム（'97、'98、'98UM）、エキストラストライカー（'99EVO）、アナザーストライカー（2000）、三種の神器チーム（2003、R-1、XV）
神楽（八咫）流古武術の後継者（護りし者）。名の「ちづる」の漢字表記は「千鶴」。呪術を得意とする。
神楽マキ（かぐら マキ）［Maki Kagura］
声 - 猪砂和世
所属：中ボス（2003）
ちづるの双子の姉。名の「マキ」の漢字表記は「万亀」。神楽（八咫）流古武術の後継者（護りし者）の一人だったが、『'96』以前、ゲーニッツによって殺害された。彼女が死んだことで、封印されていたオロチの力がゲーニッツによって解放されることとなった。
『'96』で三種の神器チームを組んだ際に主催者として登場する「神楽」と名乗る女性は彼女の幻影とされているが、当時は下の名前が明かされず、ゲーム上は同キャラ対戦のため「ちづる」と表記されていた。『2003』にて、ちづるが作り出した幻影として正式に登場している。

## 京の友人たち
二階堂紅丸（にかいどう べにまる）［Benimaru Nikaido］
声 - 前塚あつし
所属：主人公チーム（'94-'99）、日本チーム（'94-'98、2001-2002、XIII、XIV）、紅丸チーム（2000、2003）、ライバルチーム（XI）、ヒーローチーム（XV）
京のライバルにして親友。シューティングの使い手。雷を体に宿す。金髪を大きく逆立てた日米ハーフ。ナルシストだが面倒見が良く、努力を決して忘れない。
大門五郎（だいもん ごろう）［Goro Daimon］
声 - 臼井雅基['94 - XIII]、藤原貴弘[XIV - ]
所属：日本チーム（主人公チーム〈'94-'98〉、2001、XIII、XIV）、エキストラストライカー（'99EVO）、アナザーストライカー（2000）、紅丸チーム（2003）
柔道の元・金メダリスト。京と紅丸の盟友で、謙虚さに欠ける言動をとる2人とは異なり寡黙で礼儀正しい性格。現在は一児の父。
矢吹真吾（やぶき しんご）［Shingo Yabuki］
声 - 子安武人
所属：エディット専用（'97、'98、'98UM、R-1）、乱入キャラクター（'98、'98UM）、草薙流チーム（R-2）、主人公チーム（'99）、紅丸チーム（2000、2003）、日本チーム（2001）、隠しキャラクター（家庭用2002）、ジョンチーム（2002UM）、混合チーム（NW）、京&庵チーム（XI）、DLCキャラクター（XV）
京の在学する高校の学生で、「草薙京の弟子」を自称する。一般人だが、京のように炎を出せる技を習得しようとする努力家。京にパシリをさせられることも多いが、『XI』では負傷したちづるの後見人を務めたこともある。
ユキ［Yuki］
声 - 小島朋子
京の恋人。高校生で陸上部に所属する。『'94』では背景に登場。戦いには縁のない普通の人間と思われたが、『'97』にて前世がクシナダヒメであることが判明し、特定のエンディングでボイス付きで登場する。この際の担当声優はオーディションによって決められた。京が行方不明になった際も生存を信じ、彼の帰りを待ち続けていた。その間の『2000』のストーリーにて、八神庵に助けられた。ネオジオポケットの格闘ゲーム『SNK GALS' FIGHTERS』では隠しプレイヤーキャラクターとして登場する。

## 餓狼シリーズ

### 餓狼伝説
テリー・ボガード［Terry Bogard］
声 - 橋本さとし['94 - XIII]、近藤隆[XIV - ]
所属：餓狼伝説チーム（イタリアチーム）、サウスタウンチーム（R-1）、新サウスタウンチーム（R-2）
衣装の変化は少なく、『2003』『XI』では『餓狼 MARK OF THE WOLVES』に準じた姿で出場し、前記の2作品を除く『'94』から『XIII』までは、『餓狼伝説2』および『SPECIAL』に準じた姿で登場する。『XIV』では上着が袖のあるジャンパーに変更されており、初代『餓狼伝説』に準拠した姿になっている。
『MAXIMUM IMPACT 2』では通常のテリー（『餓狼伝説2』の姿）とは別に、「ワイルドウルフ」として『MOW』準拠のテリーが登場する。
アンディ・ボガード［Andy Bogard］
声 - 橋本潤['94]、難波圭一['95 - XIII]、岡本寛志[XIV - ]
所属：餓狼伝説チーム（イタリアチーム）
テリーやジョーとは対照的に頻繁に衣装が変わり、『2001』と『2002』では白を基調とした忍者風の衣装に変更される。また、『2001』のストーリーでは弟子の北斗丸が登場している。『ネオジオバトルコロシアム』（以下『NBC』）公式サイトのQ&Aでの回答では、数年間出場していなかったのは「斬影拳のキレを取り戻すため修行しているから」だとされている。
ジョー・ヒガシ（東丈）［Joe Higashi］
声 - 生瀬勝久['94]、檜山修之['95 - XIII]、三戸耕三[XIV - ]
所属：餓狼伝説チーム（イタリアチーム）
日の丸鉢巻とトランクスがトレードマークのムエタイチャンピオン。『'94』から『2003』までは『餓狼2』および『SPECIAL』に準拠した姿（『'96』から足のバンテージが変更されたのみ）だった。キングを同じムエタイ使いということで意識している描写があり、『'98』での対戦前デモではわざわざムエタイのチャンピオンベルトを装着し見せびらかしては彼女に呆れられている。『2002』での女性格闘家チームに勝利したときのコメントにも、キングへの挑発的な発言をしている。『XI』では、ムエタイのタイトルマッチと『KOF』が重なってしまったために不参加となる。
ダック・キング［Duck King］
声 - コング桑田
所属：アナザーストライカー（2000）、餓狼伝説チーム（XI）
テリーにライバル意識を燃やすストリートダンサー兼格闘家。『'94』では餓狼伝説チームのイタリアステージの背景キャラクターで登場。『KOF』に出られないということで『'95』ではバー・イリュージョンで藤堂竜白、ヘビィ・D!とともにヤケ酒を飲む一面も見せたりなど、たびたび背景出演をしていたが、『2000』でアナザーストライカーとしての出場を経て『XI』で正式出場を果たした。しかし、テリーにより『XI』でのキムの「更生」の対象とされてしまう（同時にテリーも「教育」の対象になった）。
タン・フー・ルー［Tung Fu Rue］
声 - 中井重文[PS2版XI]、鹿瀬ハジメ[XIV]
所属：隠しキャラクター（PS2版XI）、中国チーム（XIV）
『'94』では餓狼伝説チームのイタリアステージの背景キャラクターで登場。対戦キャラクターではPS2版『XI』で隠しキャラクターで初登場し、『XIV』では中国チームでKOFに参加し再登場。テリーやギースなどの師匠の一人で、八極聖拳の使い手。戦闘力は年老いてもなお健在。また、鎮とは知り合い。
リチャード・マイヤ
→ MAXIMUM IMPACT
ホア・ジャイ (หัวใจ)［Hwa Jai］
声 - 長代聡之介
所属：キムチーム（XIII）
かつてジョーに敗れ、ギースの配下になっていた元ムエタイチャンプ。現在は改心して、ジョーのセコンドを務める。『XIII』にて初めて格闘ゲームのプレイヤーキャラクターとして正式参戦し、キムとライデンがチームメンバーとなる。
ライデン［Raiden］
声 - 郷里大輔[XII]、イアン・ギブ[XIII]
所属：キムチーム（XIII）
かつては正統派のプロレスラーだった悪役覆面レスラー。『'94』や『2002UM』ではビッグ・ベアとして背景に登場していたが、『XII』において正式に参戦する。
ビリー・カーン［Billy Kane］
声 - 生瀬勝久['95]、山西惇['97-2002、MI2]、せいじろう[2003、XIII]、政木まさき[XIV - ]
所属：'97スペシャルチーム（'97チーム）、ライバルチーム（'95）、エキストラストライカー（'99EVO）、アナザーストライカー（2000）、アウトローチーム（2003）、隠しキャラクター（家庭用XIII）、サウスタウンチーム（XIV、XV・DLC）
ギースの側近の棒術使い。『'95』では庵とチームを組むが、エンディングで庵の不意打ちに遭う。以後は『KOF』シリーズで庵を目の仇にしている。また、妹と交際しているジョーを毛嫌いしている。『'97』までは餓狼シリーズ本編に近いキャラクター性だったが、『'98』からは粗暴なチンピラの様なキャラクター性になっていった（『2003』のチームストーリー上でも「血の気が多すぎる方」と明記されている）。『MAXIMUM IMPACT 2』ではギース死後の設定の中で初めて登場する。
ギース・ハワード［Geese Howard］
声 - コング桑田
所属：ボスチーム（'96ボスチーム）、アナザーストライカー（2000）、隠しキャラクター（家庭用2002、PS2版2002UM、PS2版XI）、最終ボス（EX、NW）、サウスタウンチーム（XIV、XV・DLC）
初代『餓狼伝説』および『リアルバウト餓狼伝説』などでのボスキャラクターで、ハワード・コネクションの総帥。『'94』では餓狼チームエンディング、『'95』ではライバルチームエンディングに登場している。『'96』ではオロチの力を得ようと『KOF』に出場する。以前は敵対関係にあるクラウザーとビッグとともに組むとは決して考えなかったが、彼らを利用するために裏から手を回して出場させる。『餓狼伝説』シリーズ本編では『リアルバウト餓狼伝説』で死亡しているが、『'96』に出すことに決定した時点で、ギースが死亡することを『KOF』のスタッフは知らされていなかったため、生存している設定で登場した（ギース・ハワードの項に詳細）。その後も『KOF』本編では生存したままとなっている。
番外編である『NW』では『龍虎の拳2』と同様に青年時代のスーツ姿（若ギース）として登場する。
ナイトメア・ギース / ナイトメアギース［Nightmare Geese］
声 - コング桑田
所属：隠しキャラクター（MI2、2002UM）、最終ボスチーム（MIA）
本編とはパラレルワールドの『MI』シリーズでは既に死亡した設定になっている（本編と『MI』シリーズ両方の後日談であるアニメ『The King of Fighters: Another Day』でも同様の設定）。『リアルバウト餓狼伝説スペシャル』と同様、「悪夢の化身」という形で現れたギース・ハワードの幻影。原作同様、足元にオーラが渦巻いている。『レギュレーション"A"』ではデューク、ジヴァートマと共に最終ボスチームを組んで登場する。
一方、『2002UM』ではギースが生存している設定だが、通常のギースとは別に裏キャラクター扱いで、家庭用版限定の要素であるチャレンジモードの「EXPERT」最終ミッションのボスとして「ナイトメアギース」が登場する。
不知火舞（しらぬい まい）［Mai Shiranui］
声 - 曽木亜古弥['94 - PS2版XI]、小清水亜美[XIII - ]
所属：女性格闘家チーム（イギリスチーム）、ヒロインチーム（R-1）、新サウスタウンチーム（R-2）、餓狼伝説チーム（'99、EX、EX2）、隠しキャラクター（PS2版XI）
『餓狼伝説2』から初登場した餓狼シリーズ初の女性キャラクター。不知火流忍術を駆使して戦うくノ一。アンディとは恋人同士だが、本シリーズでは舞が強引に迫る場面が強調されることが多い。『'94』ではユリと同年齢だったが、『'95』から舞がユリより1つ年上という設定に変更されている。
キム・カッファン（김갑환）［Kim Kaphwan］
声 - 橋本さとし['94 - XI]、長田和彦[XII - XIV]、河本邦弘[XV]
所属：韓国チーム（キムチーム）、サウスタウンチーム（R-1）、隠しキャラクター（NW、MI2）、餓狼伝説チーム（XI）、DLCキャラクター（XV）
『餓狼伝説2』から初登場したテコンドーの達人。『KOF』シリーズでは脱獄犯のチャンと通り魔のチョイを更生させるために大会に参加している。『'97』では更生の様子をドキュメント番組に取り上げられており、その番組をジョンが見ていた。なお、『2003』以降（他作品を含めれば『SVC CHAOS』以降）は下の名前が表記されず、単に「キム」になってたが、『XV』でフルネームが復活した。『XI』で初めて餓狼チームのメンバーとして出場する。『'94』と『'95』で超必殺技「鳳凰脚」が空中でも出せるようになっており、『'96』以降もそのまま正式な技として定着した。『'95』以前は餓狼シリーズとさほど変わらない毅然とした性格や言動だったが、『'96』以降は悪人キャラクターが相手の際には顔に影がかかった状態で「悪は許さん！」と言いながら目を光らせたり、偽善者とも取れる描写が前面に押し出されるようになった。
ヴォルフガング・クラウザー［Wolfgang Krauser］
声 - B.J.Love['96]
所属：ボスチーム（'96ボスチーム）、マニアックストライカー（PS2版2000）
『餓狼伝説2』の最終ボスとして初登場したキャラクター。暗黒界の帝王で、シュトロハイム家の当主でもある。実はギースとは異母兄弟。『'94』では餓狼チームのエンディングに登場。『KOF』にギースが出場すると聞き、その真意を確かめる為に出場する。プロレスラー染みた新技が追加されている。本編と同じく年齢は不明となっている。
ブルー・マリー［Blue Mary］
声 - 生駒治美['97 - XI]、ブリドカットセーラ恵美[XIV - ]
所属：'97スペシャルチーム（'97チーム）、女性格闘家チーム（'99、2003）、餓狼伝説チーム（2000、2001）、エージェントチーム（XI、XV）、DLCキャラクター（XIV）
『餓狼伝説3』から初登場し、餓狼シリーズでは舞に次ぐ2人目の女性キャラクター。本名は「マリー・ライアン」というエージェント。たまにテリーに仕事を手伝ってもらっている。『'95』以降は各キャラクターの年齢が止まっていたために『リアルバウト餓狼伝説スペシャル』の年齢設定で出てきたので、本家より年齢が2つ上にずれており、『2001』で1つ年を取っている。
山崎竜二（やまざき りゅうじ）［Ryuji Yamazaki］
声 - 石井康嗣['97 - 2003]、最上嗣生[XIV - ]
所属：'97スペシャルチーム（'97チーム）、エキストラストライカー（'99EVO）、アナザーストライカー（2000）、アウトローチーム（2003）、DLCキャラクター（XIV）、サウスタウンチーム（XV・DLC）
『餓狼伝説3』の乱入キャラクターかつ通常の最終ボスとして初登場したキャラクター。香港を拠点に暗躍する闇のブローカー。マリーと同じ理由で本来より年齢が2つ上にずれた。『餓狼』シリーズとは異なり、本シリーズではオロチ八傑集の一人という設定になっている（相手の飛び道具を掴んで投げ返す「倍返し」がオロチ一族としての能力を用いた技とされている）。しかし、彼自身は一族に協力する気はさらさらなかった。開発スタッフの話によると、餓狼シリーズの人気キャラクターである山崎を八傑集の一人にすることは相当のバクチだったという。このことに関しては「『KOF』の開発スタッフが餓狼シリーズの開発スタッフと相談した結果、山崎を八傑集の一人にすることができた」と明かされている。
リリィ・カーン
→ MAXIMUM IMPACT
李香緋（リー・シャンフェイ）［Li Xiangfei］
声 - 金月真美
所属：女性格闘家チーム（'99、2001）、アナザーストライカー（2000）、美少女格闘家チーム（2002UM）
『リアルバウト餓狼伝説2』から初登場したキャラクターで、餓狼シリーズでは舞とマリーに次ぐ3人目の女性キャラクター。サウスタウン中華料理店のウェイトレスにして、用心棒も務める中国系アメリカ人の少女。『'99』では財布を忘れて料金を払えない香澄を食い逃げ犯として追いかけており、そこをマリーに呼び止められたのが『KOF』に誘われるきっかけとなった。マリーと同様に年齢がずれている（こちらは3つ上）。
アリス［Alice］
声 - 林あき乃
所属：女性格闘家チーム（XIV）
パチスロ版に登場したキャラクター。テリー・ボガードを意識した格好をしており、彼と似た技を使う。『XIV』では女性格闘家チームに欠員が出てしまった際、キングが経営するバーに偶然居合わせたことにより、補充メンバーとして立候補し加入する。
本作では「アリス」名義での登場だが、パチスロ版や『Days of Memories』シリーズでは「アリス・ガーネット・ナカタ（中田）」というフルネームが設定されている。元々は『餓狼伝説3』の没キャラクターであるキムの弟子の少女「アリス・クライスラー」がモデルであり、そのプロフィールの多くを引き継いでいる（ただし、ナカタにはキムの弟子であるという描写は一切ない）。
アリス・クライスラーとしてもサブキャラクターとして何度かゲーム出演しており、『KOF』シリーズにおいては『KOF2002UM』の韓国ステージの背景や『KOFMI2』と『KOFMI"A"』のチェ・リムのバックストーリーに登場している（『MI』シリーズも「アリス」名義での登場）。
ジェフ・ボガード
声 - 森川智之[DESTINY]
テリー・ボガードとアンディ・ボガードの養父であり、タン・フー・ルーの弟子かつギース・ハワードの同門だった格闘家。本編と同じくギースに殺害されている為、既に故人。『XIV』の中国チームのエンディングでタンがかつての弟子達を思い浮かべる時に帽子を被った後ろ姿で登場する。
『THE KING OF FIGHTERS: DESTINY』の過去回想にて本格的登場。本編と同じくギースに殺害されている。

### 餓狼 MARK OF THE WOLVES
ロック・ハワード［Rock Howard］
声 - 竹本英史[MI - MIA]、内田雄馬[XIV - ]
所属：DLCキャラクター（XIV）、餓狼MotWチーム（XV・DLC）
『餓狼 MARK OF THE WOLVES』の主人公で、ギースの息子。『KOF』本編では当初は子供（『2001』『2002』のテリーの勝利ポーズに出てくる）だが、『XI』の後日談であるアニメ『Another Day』と『MI』シリーズではパラレルワールドという設定により成長した姿で登場。
『XIV』で本格的に本編に登場し、こちらでは成長した姿で登場している。
双葉ほたる（ふたば ほたる）［Hotaru Futaba］
声 - 堀江ゆき
所属：隠しキャラクター（PS2版XI）
母の死と同時に行方不明となった父と兄を探す少女。テンのイトカツを連れている。『XI』の餓狼MOWチームのエンディング・『XIII』の女性格闘家チームのエンディング・『XIV』の女性格闘家チーム・『XV』の餓狼MotWチームのエンディングに登場していたが、『XI』のPS2版ではプレイヤーキャラクターとして登場している。
牙刀（がとう）［Gato］
声 - 石井康嗣[2003、XI]、山口湧允[XV]
所属：アウトローチーム（2003）、餓狼MOWチーム（XI）、餓狼MotWチーム（XV・DLC）
『2003』ではギースに雇われ、『XI』ではジェニーに仇敵である父の情報をちらつかされ、『XV』では再度ジェニーから仇敵である父の情報を渡される事を条件に『KOF』に参加する。『餓狼MOW』のエンディングでは牙刀がカインに止めを刺そうとした際、突如乱入してきた父からの奇襲を受けて失明の危機に陥ったが、『KOF』シリーズでは普通に開眼している。
B.ジェニー［B. Jenet］
声 - 斉藤レイ[XI - MIA]、小松未可子[XV]
所属：餓狼MOWチーム（XI）、隠しキャラクター（MI2）、餓狼MotWチーム（XV・DLC）
大会の優勝賞金を狙う義賊。初恋の人はテリーで、舞とはライバル関係。『XI』の登場演出・『XI』の餓狼MOWチームのエピローグ・『XIV』の女性格闘家チームのエンディング・『XV』の餓狼MotWチームのエンディングでは「リーリンナイツ」の仲間達も登場した。
グリフォンマスク［The Griffon / Tizoc］
声 - 花田光
所属：餓狼伝説チーム（2003）、餓狼MOWチーム（XI）
人気の覆面レスラー。『2003』ではチームメイトのジョーに「トリ男」と呼ばれ、腹を立てる（なお、原作でもマルコ・ロドリゲスにトリ扱いされていた）。『XI』ではジェニーの素性を知らぬままチームを組む。
『XIV』以降は彼に酷似したキング・オブ・ダイナソーが出場している（本人は同一人物であることを否定している）。
→ 餓狼シリーズ関連オリジナルキャラクター

## 龍虎の拳シリーズ
リョウ・サカザキ（坂崎亮）［Ryo Sakazaki］
声 - 臼井雅基['94-XI、XIII]、小崎正義[XII]、高倉大輝[XIV - ]
所属：龍虎の拳チーム（メキシコチーム、極限流チーム）、サウスタウンチーム（R-1）、新サウスタウンチーム（R-2）
特殊技「氷柱割り」は『龍虎の拳』でのボーナスゲームがモチーフ。『XI』では必殺技に「ビール瓶斬り」も追加される。また『龍虎2』で貰った馬に「タツマキ」という名が『'98』でついた。『'96』以降でのニュートラルポーズは「天地上下の構え」と呼ばれるもので『NBC』でも超必殺技「武力乱舞」を出す際に始動技としてこの構えをとる。『'94』で「龍虎乱舞」がバグで空中でも使用可能だったが、『'95』では正式採用されている。『KOF』での龍虎チームのエンディングはほとんどがお笑い担当となっている。
衣装は基本的に初代『龍虎の拳』に準じた出で立ち（オレンジ系の色の道着に黒いシャツ）だが、『2002』から『XI』までは『龍虎2』に近いデザイン（リストバンドがグローブに変わり、足の甲にはレッグガードを装着）になっている。
ロバート・ガルシア［Robert Garcia］
声 - Kay稲毛['94-'95、XII、XIII]、小市慢太郎['96 - 2003]、四宮豪[XIV - ]
所属：龍虎の拳チーム（メキシコチーム、極限流チーム）、隠しキャラクター（PS2版XI）
『'99』以降はKOFオリジナルの衣装になった。『XI』ではガルシア財団のプロジェクトに参加するために欠場したが、龍虎チームのエンディングに登場している。また、同作のPS2版では隠しキャラクターとして登場する。彼も『'95』でのみ、バグ技として「龍虎乱舞」を空中で出すことができる。
元々、設定的に極限流空手を自己アレンジしているということで、『'96』以降しばしば技構成にアレンジがなされ、リョウがパンチ技主体として描かれているのに対し、ロバートはキック技主体のキャラクターとして描かれるようになった（超必殺技を除く必殺技が溜めコマンドになっていたことも）。キャラクターの差別化がより必要な『KOF』においては、最もレギュレーション変更が頻繁なキャラクターである。
外見もたびたび変わっており、『XIV』『XV』では薄い口髭を生やしている。
ユリ・サカザキ（坂崎百合）［Yuri Sakazaki］
声 - ほりえかおり['94-XI、XIII]、加隈亜衣[XIV - ]
所属：龍虎の拳チーム（極限流チーム）、女性格闘家チーム（イギリスチーム）、ヒロインチーム（R-1）、ちょうヒロインチーム（R-2）、スーパーヒロインチーム（XV）
『'96』以降は他のキャラクターに似た必殺技（超必殺技）を使うようになる。また『龍虎の拳2』での勝ちゼリフ「よゆうっチ!」からのインスパイアで、『'96』以降の一部作品では語尾に「○○っチよ」を付ける描写がある。（この描写はカプコン製作の『CAPCOM VS.SNK』シリーズでも取り入れられている）
『XIII』からは、長髪を切って、ショートヘアにしている。
衣装は一貫して『龍虎の拳2』に準じたスタイル。靴やグローブのデザイン、ソックスの長さ、スパッツの色など、リョウに比べると作品ごとに細かな部分でバリエーションに富んでいる。
タクマ・サカザキ（坂崎拓馬）［Takuma Sakazaki］
声 - 津田英治['94 - XIII]
所属：龍虎の拳チーム（メキシコチーム）、おやじチーム（'98）、マスターチーム（2002UM）
『龍虎の拳2』の時とは違い、胴着はちゃんと着ている（開発スタッフいわく「格好が大門と重複するため」）。原作ゲームでは『龍虎2』で現役を引退したが、こちらではまだまだ現役である（『'95』で一旦引退し、ネスツ編で復活）。『'96』以降はギャグ要素が付加されており、『'96』『'97』の龍虎チームのエンディングでは天狗の面を被って「Mr.カラテ」として登場してきたこともあり、本人は本気でバレていないと思っている。
『2000』でチームに入れたキングの格闘家としての優れた才能に惚れ込み、以後から息子のリョウとくっつけて格闘技のサラブレッドを生ませて極限流の跡継ぎ（3代目）にしようと、くだらない企みをしている。
テリー&アンディ兄弟の養父のジェフ・ボガードや草薙京の父の草薙柴舟といった自分と同じ先代的な格闘家たちとは『'94』以前からの知り合いの間柄である。
『2003』の龍虎チームエンディングでは謎の人物から突如襲撃を受けて入院していたが、『XI』では入院中も3mもある病院のゲートを飛び越えてカップそばを購入しに行っている程にまで回復した（しかも、天狗の面を被りながら）。
Mr.カラテ［Mr.Karate］
所属：乱入キャラクター（熱闘'96）、家庭用DLCキャラクター（XIII）
初代『龍虎の拳』の最終ボスとして登場した天狗面の男。『熱闘'96』ではエンディング後に現れて優勝チームに稽古をつけるため乱入するが、敗北後にプレイヤーキャラクターから正体は「タクマ」ではないかと指摘されているにもかかわらず本人は否定し誤魔化している。『XIII』では『熱闘'96』や『'96』以降のタクマ本人とは違い、シリアスなキャラクターになっている。
キング［King］
声 - 生駒治美
所属：女性格闘家チーム（イギリスチーム）、龍虎の拳チーム（2000、XI、XV）、隠しキャラクター（家庭用2002）
イギリスに渡りバー「イリュージョン」を経営。双子のウェイトレスのサリー&エリザベスを雇っている。ジャンという弟がおり、『'96』では交通事故に遭っていた。このために彼女は『KOF』の出場を見合わせようとしたが、弟に叱咤されている。
Mr.ビッグ［Mr. Big］
声 - 中まさる['96、'98UM]、柚木伸介[PS2版XI]
所属：ボスチーム（'96ボスチーム）、マニアックストライカー（PS2版2000）、隠しキャラクター（PS2版XI）
サウスタウンの裏組織の幹部。原作ゲームでは中ボスであり、サカザキ家やギースとは因縁がある。組織拡大のきっかけになればとギース、クラウザーとともに「ボスチーム」を組んで大会に出場する。エンディングでは、下らない動機で自分とクラウザーを利用したお礼参りとしてギースを狙撃しているが、ビリーによって阻止される。（その際、決着を付けると言い残して去っていく）なお、登場デモではセクシーな女性を2人も侍らせており、そのうちの1人は対戦相手に対し「彼は凄いわよ」と言う。
如月影二（きさらぎ えいじ）［Eiji Kisaragi］
声 - 島よしのり['95 - XI]
所属：ライバルチーム（'95）、乱入キャラクター（'98UM）、アナザーストライカー（2000）、アンチ極限流チーム（XI）
極限流を敵視する如月流忍術の使い手。『'96』以降はビリーと同じ理由で庵を目の仇にしている。修行により『'96』以降での登場はあまりなかった（『2000』ではアナザーストライカーとして登場）。『XI』で長年にわたる修行を終え『KOF』に復帰し、同じ敵対心を持つ藤堂香澄、まりんとともに極限流の打倒を目論む。
藤堂香澄（とうどう かすみ）［Kasumi Todoh］
声 - 弓雅枝['96 - XI]
所属：女性格闘家チーム（'96、'99、2000、2002UM）、乱入キャラクター（'98UM）、アンチ極限流チーム（XI）
『ART OF FIGHTING 龍虎の拳 外伝』から初登場したキャラクターで、竜白の娘。影二と同様に極限流一門を敵視しているはずだが、『2000』ではその極限流の一員であるユリの誘いで女性格闘家チームに加わった。この時のストーリーでは、ユリのことを「さん」付けで呼び仲が良い様子だったが、『XI』での彼女に対する勝利台詞では彼女を「亜流」だと言い、正当な極限流とは見なしていないようである。また、『龍虎外伝』では男っぽくぶっきらぼうな口調だったが、本シリーズでは比較的礼儀正しい口調であることが多い。『'99』で再登場して以降は髪型がポニーテールに変わった。香緋に食い逃げ犯扱いされたことがあり、翌年以降に彼女と一緒に出場したことはない。なお、かなり天然かつ鈍感な面もあり、大会出場の動機の一つに行方不明の父（竜白）を探すという目的があるが、ほぼ毎回『KOF』の背景に竜白がいることには全く気付いておらず、KOF不参加の際には「会場で父らしき人を見かけたという情報が入った」という理由が多い。
藤堂竜白（とうどう りゅうはく）［Ryuhaku Todoh］
声 - AKIRA GOTO[2000]
所属：マニアックストライカー（2000）
初代『龍虎の拳』のみに登場した藤堂流古武術の使い手で、香澄の父。『2000』では彼らしき人物がマニアックストライカーとして登場したが、顔が影で隠れていてキャラクター名も「アンノウン（Unknown）」となっていた。『2002UM』では香澄がMAX2で「超重ね当て」の構えを取った直後に香澄の背後に登場し、同時に「超重ね当て」を放った後、香澄に気付かれる直前に画面から消えるという形で登場する。『KOF MAXIMUM IMPACT 2』では操作キャラクターではないが、チャレンジモードの破壊オブジェとしてローラーカーに乗って登場。

## 怒チーム
『'94』では「ブラジルチーム」とも称されている。
ラルフ・ジョーンズ［Ralf Jones］
声 - 前塚あつし['94 - XI]、しのや文秀[XII - ]
ネオジオ以前にSNKがリリースしたアーケードゲーム『T・A・N・K』の主人公であり、『怒』の1Pキャラクター。階級は大佐。ハイデルンの部隊に属し、直に彼の暗殺術を教え込まれた（だが、ハイデルンと同じ技は全く使っていない）。ガードすら許さない豪拳の持ち主で、その拳からは火花が出る。超必殺技の「ギャラクティカファントム」は、ボスの超必殺技並みの脅威の威力を誇るうえにガード不能だが、攻撃するまでのタメモーションが長いうえに隙も大きい（MAX超必殺技版は超必殺技版と違い、体力の8-9割を減らす。攻撃するまでのモーションは上半身にガードポイントがある）。また、この技は一時期普通の必殺技になっていた（ダメージは他の必殺技に比べ高い）。30代後半だが、随分短絡的かつ荒っぽい性格。苗字は「ジョーンズ」だが、本シリーズでは『'98』まで全く出てきていなかった。『メタルスラッグ6』にもプレイヤーキャラクターとして登場している。
クラーク・スティル［Clark Still］
声 - 島よしのり['94 - XIII]、傘谷友[XIV - ]
『怒』の2Pキャラクター。階級は中尉。『怒』時代は単にラルフの色違いだったが、帽子にグラサンというデザインになり、さらに差別化された。性格は冷静沈着で、ラルフにとって信頼のおける相棒であり、階級の差を越えた親友（年はクラークの方が5つ下）。ラルフ同様「ハイデルン暗殺術」を習得している（ハイデルンと同じ技は使わない）。『'94』はラルフと必殺技が同じだったが、『'95』から新技が増えるにつれてラルフとの差別化が徐々に図られていく。多彩な投げ技が持ち味で、相手を空高く放り上げる「スーパーアルゼンチンバックブリーカー」は彼の代名詞ともなっている。その戦いぶりは軍人というより、プロレスラー同然となっている。作品によっては「ガトリングアタック」や「バルカンパンチ」が削除された事もある。彼の苗字「スティル」も本シリーズでは『'98』で出てきている。彼も『メタルスラッグ6』にも登場する。まだオールスター作品となる前の『'94』企画当初は、近い性能の2人+リーダーという形で全チーム編成される予定だった（怒チームとサイコソルジャーチームはその名残）。
ハイデルン［Heidern］
声 - 新居利光['94 - 2002UM]、山岸治雄[XIV - ]
所属：おやじチーム（'98）、マニアックストライカー（PS2版2000）、マスターチーム（2002UM）、DLCキャラクター（XIV）、ライバルチーム（XV)
ブラジルの非合法の傭兵部隊を率いる、冷徹に徹した軍人。「ハイデルン」という名は本名ではなくコードネーム。ルガールに右目と妻子の命を奪われた。我流の暗殺術を編み出し、手刀術・手から相手の体力を吸収する「ストームブリンガー」を使用する。『'94』ではあるバグを利用して、体力満タンの相手を一瞬でK.O.することもできる。『2003』のストーリーで偶然アーデルハイドと出会い意気投合するが、その後の調査（『XI』のストーリー）で彼がルガールの血縁であったことが判明し、己の苦悩を打ち明けて自ら敵対関係となる。年齢は40代半ば。
レオナ［Leona］
声 - 弓雅枝['96 - XIII]、吉田聖子[XIV - ]
所属：エディット専用（R-1、R-2）
ハイデルンの養女。オロチ八傑集の一人・ガイデルの実娘で、本来は父が受け継ぐはずだったオロチの力を所持している。幼い頃に突如現れたゲーニッツに強制的にオロチの力を目覚めさせられ、自分の手で家族を殺し、この事件が原因で心を閉ざし感情を無くす。この後ハイデルンに保護され、兵士として鍛えられる。部隊の中でハイデルンに最も近い戦闘の「型」を持っている。「レオナ・ハイデルン」と名乗ることがあるが、これはハイデルン同様コードネームである。『'97』で再び暴走してしまうが、以降はオロチの血の力を紆余曲折あって制御できるようになった。しかし『2003』でオロチの封印が解けて不意に暴走状態に陥った為『XI』のみ、チームから一旦離れることになる。
ウィップ
→ 改造人間

## サイコソルジャーチーム
麻宮アテナ（あさみや アテナ）［Athena Asamiya］
声 - 福井玲子['94]、長崎萠['95]、さとう珠緒['96]、栗栖ゆきな['97]、池澤春菜['98 - ]
所属：ヒロインチーム（R-1）、ちょうヒロインチーム（R-2）、女子高生チーム（2003）、スーパーヒロインチーム（XV）
ネオジオ以前にSNKがリリースしたアーケードゲーム『サイコソルジャー』の1Pキャラクター。『SNK VS. CAPCOM SVC CHAOS』などにも登場した『アテナ』の主人公「アテナ姫」は彼女の先祖である。
椎拳崇（シイ・ケンスウ）［Sie Kensou］
声 - や乃えいじ['94 - XIII]、要勇人[XIV - ]
アテナに恋する少年。元は『サイコソルジャー』の2Pキャラクター。
鎮元斎（チン・ゲンサイ）［Chin Gentsai］
声 - 西村寿一['94 - 2002]、松尾まつお[XII、XIII]、田中進太郎[XIV - ]
所属：マスターチーム（2002UM）
アテナたちが駆使する拳法の師匠。
包（パオ）［Bao］
声 - 中野加奈子
生まれた日が凶日で、災厄を呼ぶ子供とされて殺されそうになったが、助けられてある寺に託されていた少年。ある日、超能力が発現したために鎮の元に預けられた（この超能力は拳崇から吸収してしまったもの）。『'99』の大会後に拳崇から膨大な超能力を吸収してしまい、長い昏睡状態になるが回復。『2000』の大会後、今度は逆に拳崇によって超能力の多くを吸収されてしまう。まだ超能力の制御がうまくできていないらしく、現在は修行に励んでいる（その為、リメイク作品を除いた『2002』以降の大会では参加しなかった）。シリーズ登場キャラクター内では最年少の12歳。他の登場作では、『SVC CHAOS』にてヒューゴーの開始前デモなどで登場。
桃子（ももこ）［Momoko］
声 - 猪砂和世
『XI』から登場するカポエイラ使いの超能力者（超能力は生まれつきらしいが、どこでカポエイラを習得したのかは不明。一時期リチャード・マイヤであるという説があったが製作者スタッフがインタビューにおいて否定している）。とても小柄で幼く見えるので、よく小学生と間違えられるほどだが、れっきとした女子高生である。連係技「ももこんぼ」を駆使する。カポエイラ使いなだけに動きは軽やかだが、技名は全て平仮名表記になっている。
渡部薫（わたべ かおる）［Kaoru Watabe］
声 - 川澄綾子
所属：アナザーストライカー（2000）
『'97』から登場したアテナのファンである女子高生。病気で足が不自由だったが、治療の甲斐あって完治する。大勢のアテナファンの内の一人のはずだったが、『'99』以降アテナ達と共に行動している。操作キャラクターではないが、『2000』では包のアナザーストライカーとして登場し、メイド風の衣装を着ている。

## サムライスピリッツシリーズ
ナコルル［Nakoruru］
声 - 生駒治美[2000]、中原麻衣[XIV - ]
所属：乱入キャラクター（熱闘'95）、アナザーストライカー（2000）、異世界チーム（XIV）、サムライチーム（XV）
『サムライスピリッツ』シリーズに登場するヒロイン。『熱闘'95』ではオメガ・ルガールを倒したチームの前に現れ、オロチ一族と勘違いしていきなり襲い掛かる。戦闘後にママハハの説得もあって誤解が解けるが、再び復活するルガールの気配を感じ取り、大自然の敵を倒すために隠しキャラクターとして参戦する。
『2000』ではユリのアナザーストライカーとしても登場している。
『XIV』では「異世界チーム」のメンバーとして他作品のキャラクターとチームを組んで登場。上記の『熱闘'95』や外伝作『KOF MI』シリーズの服部半蔵以来、かつシリーズ本編としては初となる『サムスピ』キャラクターの参戦となった。
覇王丸［Haohmaru］
声 - 中村大樹
所属：サムライチーム（XV）
ダーリィ・ダガー［Darli Dagger］
声 - 小林ゆう
所属：サムライチーム（XV）
服部半蔵
→ MAXIMUM IMPACT

## 韓国チーム
『'94』〜『'98』、『2002UM』、『XIII』以降はチーム名が「キムチーム」となっている。
キム・カッファン
→ 餓狼伝説シリーズ
本シリーズではチャンとチョイの更生という名目でチームを結成する。
チャン・コーハン（장거한）［Chang Koehan］
声 - 島よしのり['94 - '95]、有田洋之['96 - ]
所属：悪人チーム（XIV）
キムの元で更生指導を受ける鉄球を使う巨漢の脱獄犯。本シリーズのオリジナルキャラクターだが、キムの本家登場作品の『リアルバウト餓狼伝説』のキムのエンディングで登場している。また『CAPCOM VS. SNK 2』にも後述のチョイとタッグを組んで登場し、2人とも服装が『'95』以前と同じ物に戻っている。
チョイ・ボンゲ（최번개）［Choi Bounge］
声 - 前塚あつし
所属：悪人チーム（XIV）
キムの元で更生指導を受ける爪使いの元・通り魔。チャンとともに『'97』までは2人とも逃げ出す気だったが、『'99』以降は半ば諦めており、何だかんだ言いつつキムやジョンを慕っているような発言も見られるようになった。
ジョン・フーン（전훈）［Jhun Hoon］
声 - 一条和矢
所属：ジョンチーム（2002UM）
キムと同門の武術家。名前の漢字表記は「全 勲」。自分の苗字をキム（金）より二画少ないという理由で嫌っている。必殺技の中に「構え」を取るものがある。キムの更生指導のことは『'97』の試合中継で知った。『'99』にはチャン、『2000』にはチョイを個別更生指導している。
アイドルおたくで、特にアテナの大ファン。「チャンたちを更生させる」と言いつつも、アテナがらみのイベントに強制的につきあわせるため、チャンとチョイからはキム以上に迷惑がられている。
『2002UM』では、半人前の矢吹真吾を一人前に教育し、暗殺者の麟を更生させればキム以上だと評価されるのではと考え、二人を誘ってジョンチームとして参戦している。
メイ・リー（이진주）［"May" Lee Jinju］
声 - 川上とも子[2001 - NEOWAVE]
所属：女性格闘家チーム（2002）、美少女格闘家チーム（2002UM）、隠しキャラクター（PS2版NW）
キムの弟子。ベルトとカエルの顔が描かれたTシャツを着用し、頭の上にメガネを乗せている。特撮ヒーローマニアで、テコンドーとヒーロー風ファイトの2種のスタイルをとる（ゲーム中では、それぞれ自由に切り替え可能）。
韓国版では名前の表記が本名の「イ・ジンジュ（李 珍珠、이진주、Lee Jinju）」となっている。
デビュー作の『2001』では交通事故にあったジョンの代わりに韓国チームに加わった。『2003』以降はバックストーリーにも登場しないが、PS2版『NW』にはアンヘルとともに登場している。
ガンイル（강일）［Gang-Il］
声 - 藤沢としや
『XIV』にて初登場した世界テコンドー協会会長にしてキムの師匠。屈強な外見イメージとは裏腹に巡業帰りに毎回違う女性を連れてくる癖がある。極悪人ザナドゥとチームを組んだチャンとチョイを連れ戻そうとするキムの助っ人としてKOFに初参加する。
チェ・リム
→ MAXIMUM IMPACT

## アメリカンスポーツチーム
ヘビィ・D!［Heavy D!］
声 - 西村寿一['94 - 2000]
所属：マニアックストライカー（PS2版2000）
ボクシングの対戦中に相手を死亡させてしまった黒人ボクサー。それ以来、対戦相手がいなくなっていたところに『KOF』の招待状が届いたため、ラッキーとブライアンを誘い『KOF』に出場する。『SNK VS. CAPCOM SVC CHAOS』の暴走庵エンディングにも登場する。
ラッキー・グローバー［Lucky Glauber］
声 - Kay稲毛['94 - 2000]
所属：マニアックストライカー（PS2版2000）
ヘビィ・D!の友人の、元バスケットマンで空手全米チャンピオン。バスケットボールや練った気を飛び道具として使う。『'97』のニューフェイスチームのストーリーで彼らしき人物を襲い招待状を奪う描写があったが、『'98』のインタビューではあれは自分ではないと主張している（同様の描写が『NBC』でのシェルミーのストーリー、『KOF MIA』での溝口誠のストーリーにもある）。
ブライアン・バトラー［Brian Battler］
声 - や乃えいじ['94 - 2000]
所属：マニアックストライカー（PS2版2000）
プロのアメリカンフットボーラー。TVで見ていたヘビィ・D!にスカウトされる。『'94』時点では格闘技経験なし。『'98』ではトレーニングを重ね、プロレス技も会得。必殺技の「スクリューボディープレス」はその形態からスタッフの間で「ダッシュガメラ」と呼ばれていた。

## バーンシュタイン一族
ルガール・バーンシュタイン［Rugal Bernstein］
声 - 新居利光['94 - 2002UM]、若本規夫[2002、家庭用NW]、最上嗣生[XV]
所属：最終ボス（'94、'94RE-BOUT）、エディット専用（'94RE-BOUT、'98、'98UM）、乱入キャラクター（'98UM）、マニアックストライカー（2000）
『'94』と『'95』で『KOF』を開催した武器商人。ひと目見ただけでその技を完璧にコピーできる卓越した格闘センスを持ち、ギースの「烈風拳」やクラウザーの「カイザーウェイブ」をもマスターしている。強い格闘家を倒し、その者を銅像にしてコレクションにするのが趣味であり、『94』のKOFを開催した動機であったが『98』のプロフィールでは飽きたと書かれている。その後『XV』のプロフィールの趣味欄では銅像コレクションが復活しており「最近またハマってきた」とのこと。ボス戦で倒された後は毎度自爆する。『'98』での再登場時には勝利ポーズで新たな秘書2人（ヒメーネとアヤ）が登場する。
アーデルハイド・バーンシュタイン［Adelheid Bernstein］
声 - 田中哲哉
所属：最終ボス（2003）、乱入キャラクター（XI）
巨大飛行艇「スカイノア」を所有する若き兄妹の兄。ルガールの実の息子であり、ルガールの技を受け継いでいる。『2003』のアーデルハイドルートの最終ボスだが（KUSANAGIを超必殺技かリーダー超必殺技を使わずにK.O.することで登場）、この時の彼を倒しても正式なエンディングは見られない。ファミリーネームが「バーンシュタイン」であると明らかになったのは『XI』で、実の親子だと明かされたのは『XIII』。『XI』では720時間稼動させると隠しキャラクターとしてタイムリリースで登場する。『XI』の乱入キャラクターの中では彼にだけ通常キャラクターと同様の形式のエンディングがあるが、彼をリーダーにしてクリアしなければ見ることはできない。
ローズ・バーンシュタイン［Rose Bernstein］
声 - 猪砂和世
アーデルハイドの妹でルガールの実の娘。兄を過剰なまでに慕っている。兄がルガールの技を受け継いでいるのに対し、彼女はルガールの価値観を受け継いでいる。それ故、プライドが非常に高い。『XI』のアーデルハイドのエンディングで、「彼の地より出る者たち」の牡丹に操られてしまう。それにより、『XIII』では表向きの主催者となった。
ジョーカー［Joker］
所属：最終ボス（MOBILE）
『'94』のケータイアプリ移植版である『MOBILE』にてルガールを使用した際に登場するルガールの同キャラクター。『'94』に設定のみ存在したルガールと志が異なり対立しているルガールの弟と思われるキャラクター。『風雲黙示録』と『風雲スーパータッグバトル』に登場する同名のキャラクターとは無関係である。

## オロチ一族
地球意思「オロチ」に魅入られた者たちで形成された共同体。オロチを長として、崇めたたえている。人の姿をしているが、人とは異なる存在。様々な自然の力を持っている。少数ではあるが、基本的に人と交わることはなく、現在までその血は色濃く受け継がれている。残虐性が高く、破壊的な行動を好む。
瞳孔の形状は公式イラストやゲーム中のデモなどから、人間と同じ円形か、ネコやワニなどの垂直のスリット型の2種類が確認されている。
「八稚女（やをとめ）」とは、元々オロチ一族の技であり、八神一族が扱う八稚女はオロチ一族から授かったものを自分達にも扱えるようにアレンジして八神流古武術の技として完成したものである（ゲーニッツの使う「みずち」及び「じっそうこく」に、「真八稚女」の名が付くのもその意味を表している）。
なお、オロチ一族は、宗教のようなもので結束されたものではなく、あくまで『オロチ』という絶対的なものが存在していれば良いという意識で確立された一族である（ゲーニッツが四天王でありながら牧師という職に就いているのもそのため）。

### 一族の長
オロチ［Orochi］
声 - 緒方りお['97 - '98UM]
所属：最終ボス（'97、'98UM）、'98UMボスチーム（'98UM）、マニアックストライカー（PS2版2000）
オロチ編の黒幕。オロチ一族の長で、「地球意思」と呼ばれる存在。実体を持たない精神のような存在であり、『'97』（オロチ編最終章）ではクリスに宿って復活を果たした。

### オロチ八傑集
オロチ一族の中でも秀でた力を持つ8人。ヤマタノオロチとも呼ばれ、人々から恐れられてきている。そして、八傑集の中で特に力が強く、自然現象をも自らの意志で操ることが可能な4人を「オロチ四天王」と呼ぶ。
他のオロチ一族は次の世代を血筋によって受け継がせるのに対し、八傑集は血筋ではなく輪廻転生によってその存在と力を受け継がせていく。したがって、八傑集の親族は基本的にはオロチとは関係のない普通の人間である（レオナの場合は、突然変異により本来は実父であるガイデルが転生で継承されるはずだったオロチ八傑集としての力を受け継いでいる）。最終的には山崎竜二を除いて全員が死亡し、オロチとともにその魂が封印されることになるが、『2003』で「遙けし彼の地より出る者」が神楽ちづるを利用したことで再び封印は解かれ、復活を遂げた。
出身地が判明しているのは、日本出身の山崎竜二と七枷社、フランス出身のシェルミー、スウェーデン出身のクリスの4人である（『'97』で正体が判明した）。なお、レオナはオロチの血統を受け継いだが、意思までは受け継いでいないので八傑集にはカウントされない。
ゲーニッツ［Goenitz］
声 - 島よしのり['96 - 2002]、赤城進[XV]
所属：最終ボス（'96、'98UM）、'98UMボスチーム（'98UM）、アナザーストライカー（2000）、隠しキャラクター（家庭用2002、PS2版2002UM）、DLCキャラクター（XV）
“吹き荒ぶ風”の名を持つオロチ四天王。八傑集の中でもいち早く覚醒した。牧師風の格好（オロチ一族の正装）をしており、風を自在に操る。マキを殺害し、封印されていたオロチの力を開放した張本人。
コミック版『KOF京』では、ちづるにオロチの技を封印されただけで死んではいない。
『EX2』では自身の配下であるグスタフ・ミュンヒハウゼンによって十種神宝の一人、天羽忍に自身の魂を宿し、その肉体を奪って転生しようとするという設定がある。
ちづる同様、『'96』ではMVS版やネオジオROMカセット版でも隠しキャラクターとして使用できる予定であった。
七枷社（ななかせ やしろ）［Yashiro Nanakase］
声 - 粟根まこと['97 - 2002]、濱岡敬祐[XV]
所属：ニューフェイスチーム（オロチチーム、'98チーム）、アナザーストライカー（2000）
“乾いた大地”の名を持つオロチ四天王。とある出来事が原因で、庵を目の敵にする白髪のバンドマン（担当はギター）。打撃技を主体とした格闘スタイル。
『‘97』のオロチチームのエンディングでは、オロチ復活のためにクリスとシェルミーをその手にかけた後、自らもその命を捧げた。
シェルミー［Shermie］
声 - 西川葉月['97 - 2002]、瀬戸英里奈[XV]
所属：ニューフェイスチーム（オロチチーム、'98チーム）、アナザーストライカー（2000）
“荒れ狂う稲光”の名を持つオロチ四天王の紅一点。ファッションデザイナーもしている、社のバンドメンバー（担当はキーボード）。投げ技を中心とした格闘スタイルで、ミニスカートを通した脚で相手をはさみこむ戦い方を得意とする。
クリス［Chris］
声 - 緒方りお['97 - '98]、山﨑るい[XV]
所属：ニューフェイスチーム（オロチチーム、'98チーム）、アナザーストライカー（2000）
“炎のさだめ”の名を持つオロチ四天王。社のバンドメンバー（担当はボーカル）の少年。小柄な体を活かしたスピーディーな戦い方をする。
『'97』では最終的にオロチの依代になったが、ちづる以外のほとんどのキャラクターにはクリスがオロチ本人と思い込まれているような台詞を言われる。
マチュア［Mature］
声 - 辻裕子['96 - XIII]、筒井敬子[XIV]、嶋村侑[XV]
所属：八神チーム（'96チーム）、アナザーストライカー（2000）、DLCキャラクター（XV）
『'94』のデモ画面でルガールの秘書として登場した金髪シニヨンヘアの女性。実はオロチの力を手に入れたルガールを監視していた。プレイヤーデビュー作の『'96』で元々は八神庵を監視する目的でバイスとともにチームを組んだが、庵自身に興味を抱き、ゲーニッツを裏切った。エンディングでは、「血の暴走」を起こした庵によってバイスとともに体を引き裂かれ死亡した。しかし、『2003』で「遙けし彼の地より出る者」の尽力で封印が解除され復活を果たし、『XIII』でバイスと共に再び庵とチームを組んだ。
真行寺たつや版『'94』のコミカライズでは名前こそ出ないが、ルガールの愛人的存在として描かれている。
『'98』では対ルガール戦の開始前デモで投げキッスをする。
バイス［Vice］
声 - 弓雅枝['96 - XIII]、佐古真弓[XIV - ]
所属：八神チーム（'96チーム）、アナザーストライカー（2000）、DLCキャラクター（XV）
『'95』のデモ画面でのルガールの秘書だった黒髪ベリーショートヘアの女性。マチュアと同じく、ルガールの監視が目的だった。彼女もまた『'96』で元々は八神庵を監視する目的でマチュアとともにチームを組んだが、庵自身に興味を抱き、ゲーニッツを裏切った。エンディングでは、「血の暴走」を起こした庵によってマチュアとともに体を引き裂かれ死亡した。しかし、『2003』で「遙けし彼の地より出る者」の尽力で封印が解除され復活を果たし、『XIII』でマチュアと共に再び庵とチームを組んだ。
登場作品ごとにニュートラルポーズが大きく異なり、『CAPCOM VS. SNK』シリーズでのニュートラルポーズは『'96』と同じものになっている。
ガイデル［Gaidel］
レオナの実父。他のオロチ八傑集とは違ってオロチの血が覚醒しきっておらず、受け継いだ血はほとんどレオナに受け継がれたので、普通の人間としての人生を選び、妻子とともに平穏な生活を送っていた。ゲーニッツにレオナの体内に秘めるオロチの血の濃さを見抜かれ、ゲーニッツによって覚醒（暴走）させられたレオナに妻とともに殺害された。その後、『'97』終了後にオロチや他の八傑集と共に魂を封印されるが、『2003』で「遙けし彼の地より出る者」の尽力で封印が解除され、『XIV』でバースに魂を吸収されていたことが判明した。怒チームのエンディングでハイデルンの傭兵部隊が捜索を行っているが、行方不明のままである。
公式イラストが存在せず、名前のみの登場となっている。
山崎竜二
→ 餓狼伝説シリーズ

### オロチ四天王
四天王の技名はここではひらがなで表記しているが、本来はキリル文字で表記されている（例：ゲーニッツの必殺技「ЁНОКАЗЭ」⇒「よのかぜ（世の風）」）。「真八稚女・みずち（「蛟」、キリル文字で「МИЗУЧИ」と書く）」の「真八稚女」は、キリル文字で表さずに漢字で表す。キリル文字での表記法はロシア語などにおける日本語のキリル文字表記とほぼ同じだが、シャ行の子音に「Ш」、チャ行の子音に「Ч」、ジャ行の子音に「Ж」、ザ行の子音に「ДЗ」でなく「З」を用いる点が異なる（ゲーニッツの『SVC CHAOS』で追加された「ふうじん いぶき」のような一部例外もある）。ハ行の子音はゲーニッツの技のみ「Г」で他の四天王の技は「Х」となっている。
4人全員に個別のBGMが作曲されており、これら4曲を「オロチ四天王組曲」と呼び、社には「破壊」、クリスには「誕生」、シェルミーには「創造」、ゲーニッツには「繁栄」と各々のBGMにイメージが割り振られている。
『XV』ではDLCキャラクター「裏オロチチーム」として登場。過去作では「乾いた大地の社」といった二つ名で表記されていたが、『XV』では「オロチ社」といった英語名に合わせた名称となった。
吹き荒ぶ風のゲーニッツ（ふきすさぶかぜのゲーニッツ）
ゲーニッツの四天王としての二つ名。ただし、ゲーム上はこの名前で登場することはない。オロチの風の力を操る。
乾いた大地の社（かわいただいちのやしろ） / オロチ社［Orochi Yashiro］
所属：オロチチーム（裏オロチチーム）、中ボス（'97）、隠しキャラクター（'98、'98UM、R-1、R-2、NW）、DLCキャラクター（XV）
本性を現した社。オロチの地の力を操る。打撃中心だった表と打って変わり、投げ技で相手に大地のパワーを直接叩き込む。製作者たちの間で「オロチチームは日本チームに対比した形に」ということになったため、社は大門に対比した技を持つことになり、そのため超必殺技に「あんこくじごくごくらくおとし（暗黒地獄極楽落とし）」がある。
荒れ狂う稲光のシェルミー（あれくるういなびかりのシェルミー） / オロチシェルミー［Orochi Shermie］
所属：オロチチーム（裏オロチチーム）、中ボス（'97）、隠しキャラクター（'98、'98UM、R-1、R-2、NW）、DLCキャラクター（XV）
本性を現したシェルミー。オロチの雷の力を操る。投げ技メインの表と違い、電撃を操り戦う。表の時とは話す時の声色や髪の色が変わる。紅丸に対比した技を持ち、超必殺技に「あんこくらいこうけん（暗黒雷光拳）」がある。また、必殺技「しゃじつのおどり（斜日の踊り）」「むげつのらいうん（無月の雷雲）」「やたなぎのむち（八咫薙の鞭）」にはそれぞれ草薙・八尺瓊・八咫の三種の神器を打倒するといった意味がある。
炎のさだめのクリス（ほのおのさだめのクリス） / オロチクリス［Orochi Chris］
所属：オロチチーム（裏オロチチーム）、中ボス（'97）、隠しキャラクター（'98、'98UM、R-1、R-2、NW）、DLCキャラクター（XV）
本性を現したクリス。オロチの炎の力を操る。庵と同様にオロチの蒼い炎を使い、京に対比した技を持つ。オロチ側だが、超必殺技に「あんこくおろちなぎ（暗黒大蛇薙）」を持つ。実際は、当時のディレクターの案でそういうことになっただけであり、元々は草薙京に対比したキャラクターであるため、技名も対比する意味でただ単に“暗黒”の文字が付け加えられているだけのようである。彼の必殺技「たいようをいるほのお（太陽を射る炎）」「つきをつむほのお（月を摘む炎）」「かがみをほふるほのお（鏡を屠る炎）」にも、三種の神器を打倒するといった意味が込められている。

### その他の一族
グスタフ・ミュンヒハウゼン
→ KOF EXシリーズ

### 人間との混血
オロチの血は人間にとって反動が強く、多くの場合その寿命が縮む。中でもオロチと人の双方の血を濃く受け継いだ者は、八神庵のように「血の暴走」という現象により、血による圧倒的な身体・神経の強化と破壊衝動に侵される。本人の意思による制御も可能ではあるが、尋常でないほどの修練が必要。
スタッフも「オロチと人の血が混ざると何が起こるか分からず、もし血の暴走が発生した場合、普通の人間なら一瞬で死亡する」と述べている。
ツキノヨルオロチノチニクルフイオリ［Orochi Iori］
所属：中ボス（'97）、乱入キャラクター（'98UM）、マニアックストライカー（PS2版2000）、隠しキャラクター（R-1、R-2、家庭用2002）
オロチの覚醒によって「血の暴走」に侵された庵。通称「暴走庵」。移動スピードが格段に上昇している。立ちポーズでは口から気体か煙が出ている。理性がない状態ながら京のことは認識しているらしく、京の名を叫ぶ。作品によっては暴走していない時でも「禁千弐百拾壱式・八稚女」のMAX版でこの状態に変化してしまう。『'99』ではオロチが封印されたために暴走も収まり落ち着いたようだが（ネスツ編では八稚女で変化することもない）、『2003』で「遙けし彼の地より出る者」の手によって封印が解かれたため、『XI』のエンディングで突如暴走してしまい、チームを組んでいた京と真吾を倒してしまった。
ヤミノナカオロチノチニメザメルレオナ［Orochi Leona］
所属：中ボス（'97）、乱入キャラクター（'98UM）、マニアックストライカー（PS2版2000）、隠しキャラクター（R-1、R-2）
オロチの覚醒によって「血の暴走」に侵されたレオナ。通称「覚醒レオナ（または暴走レオナ）」。移動スピードは格段に上昇している。髪は赤く変色し、ダッシュが獣じみて四つ足で走るものになったり、勝利ポーズで口から血を吹き出したりする。『'98』では「リボルスパーク」のMAX版でこの状態に変化。『2002』では、通常のレオナからコマンド入力で任意に変化することができる。このときは性能以外にあまり変化はないが、超必殺技「リボルスパーク」に変更点があり、通常版が使えなくなる代わりにMAX2として使用できる。『2000』からはレオナの勝利メッセージで「力は制御できるけどそれに頼るつもりはない」と言っている。しかし『2003』のエンディングではオロチの封印解除の影響を受けて暴走し、ラルフとクラークに襲い掛かる。

### 亜種
オメガ・ルガール［Omega Rugal］
所属：最終ボス（'95、'98（'98UM）、2002）、'98UMボスチーム（'98UM）、隠しボス（2002UM）、隠しキャラクター（家庭用NW）、DLCキャラクター（XV）
『'95』で初登場し、ルガールがオロチの力を取り込んでパワーアップした姿。マチュアによって右腕が改造され機械化している。KOF優勝者を睡眠ガスで眠らせ、アジトの船に連れてきて戦う。しかし力を取り込んだものの、オロチの力に耐え切れず、最期は肉体が崩壊して死亡した。死亡した際に肉体が爆発してアジトの船を破壊してしまっている。
以後は『'98』のようなストーリーのないお祭り作品で、技構成の変更をされつつもボスとして再登場し、毎度敗北しては自爆、もしくは再び肉体がオロチの力に耐え切れず消滅するのが恒例となっている。また、『'98』以降は機械化されていた右腕が元に戻っている。『2002』のエンディングではネスツ編のボスキャラクターたち（クローンゼロは存在しない）、ネスツ、ミスティー、グルガン、龍を銅像にしてバックに椅子に座るシーンがある。

## 秘密結社「ネスツ（NESTS）」

### 「ネスツ（NESTS）」の創始者
ネスツ［Nests］
秘密結社「ネスツ（NESTS）」の創始者。イグニスの父だが、息子に殺害され、自分の築いた組織を乗っ取られてしまう。イグニスの対戦前デモで、イグニスとミスティーの傍らで椅子に座っている。この時点で既に死亡しており、イグニスに頭を掴まれて消滅させられる。

### 現・「ネスツ（NESTS）」の支配者
イグニス［Igniz］
声 - 若本規夫[KOF2001、KOF2002UM]
所属：最終ボス（2001、2002UM）、ネスツボスチーム（2002UM）
ネスツ編の黒幕。ネスツの最高幹部で、ネスツの盟主の実子。父を殺害して組織の支配者となり、世界を統べる神になろうと目論む。

### 改造人間
K'（ケイ・ダッシュ）［K'］
声 - 松田佑貴['99 - XIII]、川原慶久[XIV - ]
所属：K'チーム（主人公チーム、'99チーム）
『KOF』2代目（ネスツ編）主人公。強化手術により手に入れた身体能力と移植された草薙京の発火能力を駆使して戦う。ネスツに記憶操作を施され、失くした過去の記憶を取り戻すため、組織を離脱することになる。ネスツ編が終了した後も未だ記憶は戻っていない。嫌いなものが『KOF』だと言っておきながら、初出場の『'99』以降から毎度出場をしている。『KOF』が嫌いな理由は「チームメイト同士が馴れ合っている様子が気に入らないから」とのこと。設定上、その名前は「京」（Kyo）を超える者として「K'」と名付けられた。
マキシマ［Maxima］
声 - 小西克幸
所属：K'チーム（主人公チーム、'99チーム）
K'の相棒。中年に見えるが、実年齢は29歳。全身のサイボーグ化に成功した「M型戦闘員」。ネスツに殺された親友の仇を取るため、あえて身分を偽ってネスツに加わり強化手術を受け、その後はK'とともに離脱した。「マキシマ」の名は自身をサイボーグ化した科学者・巻島博士から取られている（本名はネスツに加わる際に捨てた）。
ウィップ［Whip］
声 - 菊池志穂
所属：K'チーム（主人公チーム、'99チーム、XV）、怒チーム（'99、2000、XI）、DLCキャラクター（XIV）
K'の姉であるセーラのクローン人間。特殊繊維でできた鞭「ウッドドゥ」を操る。K'たちよりも以前に組織を離脱し、ハイデルンの傭兵部隊に所属していた（ハイデルン流暗殺術も習得しているようであるが、ラルフたちと同様に、ハイデルンと同じ技は使わない）。「ウィップ」は彼女の戦いぶりからクラークが名付けたもので、彼女はこの名前を気に入っている。その逆にラルフからは「ムチ子」と呼ばれているが、彼女自身はこの呼び名を嫌がっている。ネスツ内での名称は「セーラ」、ハイデルンの部隊に転属する前に所属していたアックス小隊でのコードネームは「サリー」。
クーラ・ダイアモンド［Kula Diamond］
声 - かかずゆみ
所属：乱入キャラクター（2000、2002、2002UM）、ネスツチーム（2001、2002UM）、KOF2001チーム（2002）、K'チーム（XI、XIII、XIV）、混合チーム（NW）、クローネンチーム（XV）
K'を抹殺するために作られた、「アンチK'」と呼ばれる少女。精神年齢が肉体に比例しておらず幼い。氷を操る能力を持つ。初登場時の『2000』では「キャンディー・ダイアモンド」という名のロボットと行動を共にしていたが、エンディングにてクーラを守り抜いて大破してしまう。そのために翌年から趣味が「キャンディー修復のパーツ集め」になっていたが、『XI』で元の「キャンディーに落書き」に戻っている（『MI』シリーズでは壊れたまま）。
K9999（ケイ・フォーナイン）［K9999］/ クローネン・マクドガル［Krohnen McDougall］
声 - 佐々木望[2001-2002]、KENN[XV - ]
所属：ネスツチーム（2001）、KOF2001チーム、乱入キャラクター（2002）、クローネンチーム（XV)
草薙京の9999人目のクローン。しかし、度重なるクローニングで京の面影は残っておらず、あまりにも不完全で京の能力も充分に引き出せない。その代わり、ミューテーションにより肉体を文字通り凶器へと変化させて闘う。戦闘時には髪の色が普段の白髪から青色へと変化し、髪型も若干変わる。その外見や使用する技・技名が、担当声優の佐々木が『AKIRA』で声を担当した島鉄雄そのままであったために物議を醸した。製作当初は『装甲騎兵ボトムズ』の主人公キリコ・キュービィー的なキャラクターになる予定だったらしく、髪の色とズボンの形状にその名残が見られる。
『2002』のリメイク作品である『2002UM』にはネオジオモードにしか登場せず、代わりに同系統の技を持つネームレスが登場している。
『XV』では「クローネン・マクドガル」と名を変えてアンヘルと再会し、クローネンチームのエンディングでクローネンの正体がK9999であることが明らかになる。またK9999と名乗っていた頃よりも幾分か落ち着いた性格になっている。
アンヘル［Angel］
声 - 冨永みーな[2001]、新谷真弓[2002、PS2版NW]、小椋美輝[XIV - ]
所属：ネスツチーム（2001、2002UM）、KOF2001チーム（2002）、乱入キャラクター（2002、2002UM）、メキシコチーム（XIV）、隠しキャラクター（PS2版NW）、クローネンチーム（XV)
K9999と行動をともにする改造人間の女性。そのおちゃらけた振る舞いは、今ひとつ組織の構成員としての自覚が感じられない。独自の連係技「アンチェイン」を駆使して戦う。その格闘スタイルを彼女は「てきとー☆」と称している。K9999とともにフォクシーを急襲し、クーラとダイアナを裏切った。ネスツ崩壊後はその関係者に追われる身となっていたが、ある縁から知人となっていたラモンに誘われたのをきっかけに『XIV』で再び参戦した。また、『NW』のPS2版にも登場している。
ネームレス［NAMELESS］
声 - 小野大輔
所属：エディット専用（2002UM）、乱入キャラクター（2002UM）
草薙京とK'の遺伝子を併せ持つ実験体。コードネームの正式名称は「Ж'（ジェープライム）」。顔つきは京に似ており、前髪が半分だけ白くなっている。物静かな性格だが自信家な一面もある。
不気味な紅黒い色の炎を操るが、自身では制御する事ができないため、特殊な白いカスタムグローブ「イゾルデ」を右手（イラストでは左手）に装着している。戦闘ではグローブを抜刀術の要領で外して炎を操ったり、グローブの形状変化を駆使した技で攻撃する。
『2002UM』のオリジナルキャラクターで、ゲーム中の性能はK9999のそれを再現したものとなっている。
イゾルデ［Isolde］
『2002UM』におけるネームレスのストーリーに登場した少女。顔つきはクーラに似ている。
救護班としてネームレスと出会い、互いに惹かれ合っていったが、彼女は最初から「アンチK'」が持つ「氷を操る力」の因子を育てるための実験体として生まれた存在であり、ネームレスのカスタムグローブ開発の際に、グローブの素材となる氷の因子を体内から取り出されて死亡した。
シルヴィ・ポーラ・ポーラ［Sylvie Paula Paula］
声 - mio
所属：オフィシャル招待チーム（XIV）、DLCキャラクター（XV）
奇抜な衣装で身を包んだ改造人間の少女。電磁気力を操る。フランス出身。ネスツにいた頃は役立たず扱いされていたが、ネスツ壊滅後ある日を境に能力が開花し、地下格闘技界で活躍。KOF主催者のアントノフにスカウトされ、大会に参加した。アイドルのアテナと完成体の改造人間であるクーラに憧れを抱いている。

### 幹部
ダイアナ［Diana］
声 - 南かおり[2000]、池澤春菜[2001 - ]
ネスツの上級幹部の一人。190cmに近い長身の女性で、剣術の達人。フォクシーとともにクーラの保護者であり、クーラやフォクシーの対戦前デモ・超必殺技などに登場する。操作キャラクターとしての登場はしていない。なお、『2001』の開発段階で「フォクシーのコンパチキャラとして登場」という案が出されていたが、この案は最終的にはボツになったという逸話がある。
フォクシー［Foxy］
声 - 池澤春菜
所属：アナザーストライカー（2000）、ネスツチーム（2001、2002UM）、乱入キャラクター（2002UM）
ダイアナの同僚で、ダイアナ同様に剣術を得手とする女性。裏切ったK9999に不意討ちを受けたが、スタッフの話によれば重傷を負っているだけで健在とのことである。『2001』終盤ネスツ壊滅後クーラとダイアナとキャンディー共々K'の仲間になり『2003』以降登場しなかったが、『XIII』ではクーラのNEOMAX必殺技に出て来た事で完全回復し、『XV』ではK'チームとクローネンチームのEDで登場。
クリザリッド［Krizalid］
声 - 岩本義幸['99、2002UM]、や乃えいじ[2001]
所属：最終ボス（'99、2002UM）、マニアックストライカー（PS2版2000）、ゼロ（オリジナル）専属ストライカー（2001、2002UM）、ネスツボスチーム（2002UM）
ネスツの幹部（『2001』では最上級幹部に昇進）。『'99』にて、全国に配置したクローン京の戦闘データを収集し、自身にフィードバックして戦う。正体はK'のクローン人間であるが、K'をクリザリッド自身のクローンだと思い込んでいた。プレイヤーたちに敗れた後、クローンのゼロに用済みとして粛清されるが、オリジナルのゼロに新たな肉体に記憶データを移植してもらったことで生き延びる。それ以降はオリジナルに忠誠を誓うが、『2001』でオリジナルとグルガンともにエアシップに乗ったままで地上に墜落していった。
ゼロ（クローン）［Clone Zero］
声 - ふとがね金太[2000 - 2002]
所属：最終ボス（2000、2002UM）、ネスツボスチーム（2002UM）
ネスツの上級幹部の一人。セスたちの属するエージェント機関のトップのリング司令を暗殺したうえに、彼にすり替わって変装し、『KOF』を裏から操作した。ネスツに反旗を翻し、超兵器「ゼロ・キャノン」を利用して組織の占領を企んでいたが、ダイアナとフォクシーによって粛清される。正体はオリジナルゼロのクローン人間。
ゼロ（オリジナル）［Original Zero］
声 - 新居利光[2001 - 2002UM]
所属：中ボス（2001）、最終ボス（ネスツボスチーム）（2002UM）
ネスツの最上級幹部で、クローンゼロのオリジナル体。クローンと違って組織に忠実であり、趣味なども全く違っている。格闘スタイルはクローンと同じ。必殺技の数は減っているが、代わりに3種類のストライカーを使役する。出身地は北極。
グルガン［Glugan］
所属：ゼロ（オリジナル）専属ストライカー（2001、2002UM）
オリジナルのゼロに飼われている黒いライオン。ライオンにもかかわらず、コマンドサンボの使い手である。プロフィールの嫌いなものには漫画『グラップラー刃牙』の登場キャラクターローランド・イスタスを挙げている。最後は『2001』でオリジナルとクリザリッドともにエアシップに乗ったままで地上に墜落していった。
龍（ロン）
→ 河北省暗殺集団「飛賊」
ミスティー［Misty］
ネスツの上級幹部の一人で、腹に一物を持ってネスツに参加している女性。龍とは協力関係にあたり、ネスツ壊滅後も引き続き彼と共に行動している。シリーズの『2001』と『XI』ともにサイコソルジャーチームのエンディングで龍と並んで姿を見せている。

### クローン京
草薙京-1［Kyo Kusanagi-1］
声 - 野中政宏
所属：エディット専用（'99）、クローンチーム（2002UM）、乱入キャラクター（2002UM）
ネスツが生み出した京のクローンであり、戦闘データ移植の実験体。『'95』までの京がベース。趣味は「技のアレンジ」であり、オリジナルの技も持つ。しかし京の記憶までは再現されておらず、ネスツの命令にただ忠実に従うだけの戦闘マシーンとなっている。好きな食べ物はメロ。
草薙京-2［Kyo Kusanagi-2］
声 - 野中政宏
所属：エディット専用（'99）、クローンチーム（2002UM）、乱入キャラクター（2002UM）
京-1による実験のトライアンドエラーの結果生み出されたクローン。『'96』以降の京がベース。趣味は「技のコピー」であり、こちらは技の再現度が向上している。当時、京が使えなくなっていた「無式」も使うことができる。ただし京-1と同様、京の記憶までは再現されていない。好きな食べ物はホキ。
KUSANAGI［KUSANAGI］
声 - 岩田光央
所属：隠しキャラクター（2002、家庭用NW）、クローンチーム（2002UM）、乱入キャラクター（2002UM、2003）
『2002』などでは京のクローンだが、京と比べて色黒で瞳が赤く獰猛な眼つきである他、声も異なる。使う技は主にオリジナルが『'95』まで使っていたもので、無式そっくりの技「最終決戦奥義・零式」（MAX2）も持つ。K9999らと同じくネスツに記憶操作されており、自身がクローンだとは知らず、草薙の炎を移植された人間だと思っている。
『2003』に登場するKUSANAGIはクローン京ではなく、ちづるが八咫の鏡で創り出した幻影で、「零式」も持っていない。
K9999 / クローネン・マクドガル ［Krohnen McDougall］
→ 改造人間

## 河北省暗殺集団「飛賊」

### 「飛賊」の長
龍（ロン）［Ron］
声 - 黒田崇矢
所属：ゼロ（オリジナル）専属ストライカー（2001、2002UM）
元々は飛賊の四門派の内、毒の扱いに長けた門派・西毒門の飛賊四天王であり、同時に最も優れた四天王として飛賊の長（王）を務めていたが、飛賊を裏切り、より強い力を求めてネスツに入った。『2000』の紅丸チームのエンディングで初登場。自分に協力するよう麟に働きかけるが断られ、麟を殺そうとするが、紅丸に阻止される。しかし、変わり身の術で攻撃をかわし、そのまま逃走した。『2001』ではオリジナルのゼロの専属ストライカーとして登場する。さらに、飛賊の体術とネスツの力を融合させて究極の力を手に入れた。だが、飛賊を裏切ったことで、麟や息子の堕瓏（デュオロン）など、飛賊の者たちから命を狙われることになる。
堕瓏と笑龍の父親で、年齢は37歳。正妻との間に9人の子供がおり、堕瓏はその内の3男である。笑龍は、龍の愛人である側室の娘（正妻の娘ではない）で、堕瓏とは腹違いの異母兄妹である。
『2001』で『KOF』の優勝者との戦いに敗れたオリジナルのゼロ・グルガン・クリザリッドとともにエアシップに乗って地上に墜落するも、脱出したために助かっている。ネスツ壊滅後は、元ネスツの上級幹部であるミスティーと行動をともにしている。『2001』と『XI』のサイコソルジャーチームのエピローグでは、拳崇の超能力である「龍の力」を手に入れようと機会をうかがっている。

### 「飛賊」の暗殺者
堕瓏（デュオロン）
→ アッシュ編の主要人物
笑龍（シャオロン）
→ MAXIMUM IMPACT REGULATION "A"

### 飛賊四天王
麟（リン）［Lin］
声 - 黒田崇矢
所属：紅丸チーム（2000）、主人公チーム（2001）、ジョンチーム（2002UM）
飛賊四天王の一人で、龍の裏切りにより空席となった西毒門を継いだ現在の王。毒手の使い手で、龍を追うために『KOF』に参加。元飛賊の長であった龍とは、対等な口調で話す間柄だった。如月影二とは何らかの因縁があるらしく、影二と酷似した技も使う。『2001』以降、再び龍を追うためにK'たちと別れて姿を消す。その後『XI』でのサイコソルジャーチームのエピローグで、龍の後ろに彼らしき人物が控えていた。
乱（ラン）［Luan］
声 - かかずゆみ
飛賊四天王の一人で、炎の足技を操る南帝門の現在の王。四天王最強の女戦士で、炎を生み出す足技や、変身してパワーアップする能力を持ち合わせている。『2001』の麟の勝利ポーズで登場するが、操作キャラクターとして登場したことはない。服は『2001』の麟の勝利ポーズではノーブラで前を開けているコスチュームだが、『2003』のムックの漫画では普通のチャイナドレスを着ていた。趣味は強くなること。性格は我儘で分からず屋、負けず嫌い。『MIA』のストーリーでは、同じ飛賊のデュオロンに好意を寄せているような素振りを見せている。
賽（サイ）［Sai］
声 - 黒田崇矢
飛賊四天王の一人で、パワーと頭突きを武器とする北丐門の現在の王。通常技や必殺技や超必殺技などの全ての技が頭突きというパチキ男。『2001』の麟の勝利ポーズに登場するが、操作キャラクターとして登場したことはない。服にはサイコロの目があしらわれている。趣味は博打。性格は何事も勝つまでやる。
七（チャト）［Chat］
声 - かかずゆみ
飛賊四天王の一人で、強力な握力を武器とする東邪門の現在の王。まだ子供だが、一度捕えられると脱出不能というほどの握力の持ち主であり、子供とは思えないほど戦いの時は冷酷である。『2001』の麟の勝利ポーズに登場するが、操作キャラクターとして登場したことはない。趣味はおもちゃ収集。ちなみにチャトという読みは広東語読み(粤拼：Cat1)。飛賊四天王の名前は全員音読みだが、なぜか彼だけは広東語読みである。

## 特殊機関エージェントと関係者
セス［Seth］
声 - 中村秀利
所属：エキストラストライカー（'99EVO）、エージェントチーム（2000チーム）、紅丸チーム（2000）、庵チーム（2001）、隠しキャラクター（家庭用NW）
紅丸とは旧知の仲である、優秀なエージェント。護身術をマスターしている。盗聴が趣味らしい。妻子持ち。正式な初出場は『2000』だが、『'99EVO』でエキストラストライカーとしてヴァネッサとともに一足先に出場。
『MI』シリーズでは、メイラ兄弟の恩人フェイトを知るキーマンとして登場するが、「アデス」を調査している際に協力を依頼していたフェイトが殺されたため、フェイトを死に追いやる一因を作ったとしてメイラ兄弟には目の敵にされている。
ヴァネッサ［Vanessa］
声 - 南かおり[2000 - XI]、秦真由美[XIV - ]
所属：エキストラストライカー（'99EVO）、エージェントチーム（2000チーム、XV）、主人公チーム（2000）、庵チーム（2001）、隠しキャラクター（NW）、DLCキャラクター（XIV）
こちらも既婚者であるエージェント。ラモンをスカウトする。ボクシングを格闘スタイルとし、一部『リアルバウト餓狼伝説2』に登場したキャラクターの1人リック・ストラウドと似た技も使用する。年齢が明かされている女性キャラクター中では最年長の30歳であり、設定年齢が若い他の女性キャラクター（ただしフォクシー〈28歳〉、バイス〈27歳〉、マチュア〈28歳〉は除く）に対し、対戦前にその若さを羨むような様子を見せる。
ラモン［Ramon］
声 - 竹本英史[2000 - NW]、勝沼紀義[XIV - ]
所属：エージェントチーム（2000チーム）、主人公チーム（2000）、庵チーム（2001）、隠しキャラクター（NW）、メキシコチーム（XIV）、G.A.W.チーム（XV）
ヴァネッサに惚れている陽気なルチャドール（メキシカン・プロレスラー）。「虎」に引っ掛けたセリフをよく用いる。片目に眼帯をつけているが、本人は見えないわけではないと勝利メッセージで言っている。
「実はネスツの関係者」という裏設定があったらしく、『2000』ではクーラやゼロを知っているかのような意味深な発言をしていたが、採用にはいたらなかった。『2001』では、ネスツが最強の人類の一角としてマークするほどの実力者だったという設定が明らかにされている。後の最新作である『XIV』ではネスツの改造人間の一人であるアンヘルと共に「メキシコチーム」として参加する。
リング［Ling］
『2000』においてセスとヴァネッサが所属していた機関の司令官。しかし、クローンのゼロに殺害されて摩り替わられてしまう。オールバックの茶髪に口髭を生やしている。クローンゼロはリングの顔のままで、『2000』の参加者達に勝負を挑んできた（その内、リングのクローンが司令室で指示を出していた）。

## アッシュ編の主要人物
「遙けし彼の地より出る者」を阻止する役目を持つ一族および、その協力者。
アッシュ・クリムゾン［Ash Crimson］
声 - 長代聡之介
所属：主人公チーム（2003、XI）、エディット専用・最終ボス（XIII）、アッシュチーム（XV）
『KOF』3代目（アッシュ編）主人公。溜め技を多く持つ。緑色の炎を駆使して戦う。
何らかの目的で「三種の神器」を集めようとKOFの裏で暗躍する。その目的は「遙けし彼の地より出る者」の首領であり自身の先祖でもある斎祀の計画に協力していると思われたが、その真意は全くの逆で、斎祀の野望を阻止しようと行動していた。
最終決戦では自身の体に斎祀を封印しようと試みたが、子孫であったため逆にその体を乗っ取られる。しかしその支配に抵抗し、自身の体ごと斎祀を消滅させることで決着を付ける。祖先である斎祀が消滅したことで歴史が改変され、子孫であるアッシュ自身も歴史に存在しない存在となり、人々の記憶の中からも彼の存在は消えた。
しかし、消滅していたにもかかわらず、『XIV』でバースに魂を吸収されていたことが判明し、さらにオフィシャル招待チームのエンディングで、眠りについたまま肉体と魂が復活していた。
デュオロン（堕瓏）［Duolon］
声 - 丸尾恒人[2003] - [XIII]、河本啓佑[XV]
所属：主人公チーム（2003）、ライバルチーム（XI）、エリザベートチーム（XIII）、DLCキャラクター（XV）
飛賊の暗殺者で龍の息子。麟と同じく、龍の行方を捜し求めている。「魔哭鳴斬拳」の達人で、死霊を現世に召喚できる。
シェン・ウー（神・武）［Shen Woo］
声 - 水津浩志
所属：主人公チーム（2003、XI）、エリザベートチーム（XIII）
ステゴロ（素手喧嘩）の使い手で、上海で名を轟かせる。そのためか、恨みを買っている相手も少なくない。三度の飯より勝負事が好きで、強い相手と対すると嬉しそうにする（対戦前デモが変化）。そういう理由もあって、アッシュに誘われる以前からKOFには興味津々だった。
エリザベート・ブラントルシュ［Elisabeth Blanctorche］
声 - 大島加代子[XI - XIII]、伊藤静[XV]
所属：ライバルチーム（XI）、エリザベートチーム（XIII）、アッシュチーム（XV）
光の力をぶつける「光拳術」を代々受け継ぐ、誇り高きブラントルシュ家の令嬢。「遙けし彼の地より出ずる者」と相対する関係にあり、何らかの使命を持っている。

## 遙けし彼の地より出る者
アッシュ編より姿を現した、オロチ復活を目論む謎の集団。メンバーは全員、人間とは異なる生命体である。オロチ一族とは対立関係にある。出身地が判明しているのは紫苑（中国出身）のみとなっている。マチュアとバイスの他、禍忌に殺害された男性が言うには、「既に滅びかけている一族」とのこと。
正体は、オロチを含む複数の「地球意思」の内、主に西欧を中心に隆盛した一族。禍忌に殺害された男性の仮説によると、ある目的を持って「数百年に一度という稀有な惑星配置状況を利用した時間跳躍現象によって『過去』という遥けし彼の地より出づるもの達」として現代に現れたとされる。人間が自然の一部として活動している内は人類を許容したオロチ一族と異なり、人類の発生当初からその存在を忌み嫌い敵対し、圧倒的な力を以て人類を抑圧していたとされるが、古代人は数百年という気の遠くなるような時間と手間隙、そして犠牲を払って少しづつ一族を駆逐していき、元から個体数の少なかった一族は次第に人類によって追い詰められ、滅び行く自らの現状を憂い、歴史を変えるべく後述の計画を実行に移し、アッシュ編における一連の事件を引き起こした。

### 首領
斎祀（サイキ）[Saiki]
声 - 長代聡之介
所属：中ボス・最終ボス（XIII）
アッシュ編の黒幕で、「遙けし彼の地より出る者」の首領。中ボスとして登場する時は亜麻色のオールバックの長髪に赤黒い肌をした逞しい男性の姿となる。この際、衣服を身につけていないが、顔、手元、足元が黒い炎で覆われている。その後はアッシュの肉体を乗っ取り、「血の螺旋に狂うアッシュ」と言う名で最終ボスとして登場。
性格は非常に傲慢で終始人間を見下しており、更には仲間であるはずの無界をも平気で殺害して吸収するほど冷酷である。実は過去から来たアッシュの先祖であり、その真の目的はオロチを復活させることで時空の扉を開き、元の過去に帰還して未来を自由自在に作りかえることにある。
敗北後、自身に乗っ取られたアッシュに、時空の扉を使って過去の世界に帰還することを促すが、「この世界のことがけっこう、気に入っているんだ」という返答を出したアッシュに拒絶され、消滅した。しかしタイム・パラドックスが生じてしまい、その矛盾によって、アッシュもまた「存在が無かったこと」になってしまう。
見た目は美形の男性で、アッシュの先祖だけあって顔立ちや服装も彼と似ている。ネイルアートの趣味があるアッシュと同様に、中間デモでは自身の爪を気にする描写がある。

### 斎祀の手下
無界（ムカイ）［Mukai］
声 - 重塚利弘[2003]
所属：最終ボス（2003）
「遙けし彼の地より出る者」の一人。ありとあらゆる物体を石化させる能力を持つ、漆黒の肌の男。『2003』の無界ルートの最終ボスであり（KUSANAGIを超必殺技またはリーダー超必殺技でK.O.することで登場）、彼を倒す事で正式なエンディングが見られる。プレイヤーに敗北した後は無事に逃げおおせているが、『XIII』では「命令に背いた」という理由だけで斎祀に殺され、肉体ごと力を吸収されるという悲惨な最期を迎えた。その後、白骨死体だけが残った。
牡丹（ボタン）［Botan］
「遙けし彼の地より出る者」の一人。黒髪でボブカットの女性。ムカイの部下で、生物を思いのままに操る能力を持つが、人間に対しては効き目が薄く、行動を示唆する程度に止まる。『2003』で神楽ちづるを操ってオロチの封印を解いた。『XI』のアーデルハイドのエンディングではローズにも手をかけ、『XIII』で彼女を操り表向きの主催者としてKOFを開催させた。
紫苑（シオン）［Shion］
声 - 小川時代
所属：中ボス（XI）
「遙けし彼の地より出る者」の一人。『XI』の中ボス。禍忌と手を組んでいる。物体をテレポートさせる能力を持ち、あらゆる中国系統の武術で挑んでくる。女性のような服装・声だが、性別は男である。プレイヤーに敗北後、禍忌に異空間へ引きずりこまれてしまうが、不意をついて空間から槍を投げつけ、禍忌を殺害した。紫苑本人の生死は不明だったが、家庭用『XIII』のエンディングで生存が判明している。
禍忌（マガキ）［Magaki］
声 - スパイシー八木
所属：最終ボス（XI）
「遙けし彼の地より出る者」の一人。『XI』のボスで、長い白髪の男。戦いの時のみに現す真の姿は、その名の通り禍々しい出立ち。「操空拳」を操りプレイヤーを苦しめるが、決戦を終えて撤退しようとする際に紫苑の不意打ちにより呆気ない最期を遂げた。彼の死体はハイデルンの手配で回収され、地元警察による死体の解剖中にシュルームとリメロに奪われた。
シュルーム［Shroom］
「遙けし彼の地より出る者」の一人。外見は金髪でマッシュルームカットの少年。『XI』の怒チームエンディングで登場した、禍忌の死体とハイデルンの眼帯強奪（『XIII』以降も着用している）と、1隻の戦艦を沈ませた犯人の一人。だが禍忌解剖はエサであり、『XIII』の日本チームストーリーでリメロと共に京を襲撃するも、失敗した上に服の一部を焼かれる手傷を負った。その後、家庭用『XIII』のエンディングではリメロと共に生き残り、紫苑と再会を果たしている。
ゲーム本編で名前を判明できるのは家庭用版『XIII』だが、日本国外の『XII』公式漫画（2009年）で名前が既にシュルームと設定されていた。
スマートフォン用アクションゲーム『THE KING OF FIGHTERS-i 2012』および『THE KING OF FIGHTERS-A 2012』では、ギャラリーで『XIII』のようなドット絵に興された姿を見ることができる。そのイラストでもキャラクター名が確認できる。
リメロ［Rimelo］
「遙けし彼の地より出る者」の一人。黒服を着た黒髪ショートボブの少女。いつもシュルームの傍にいる。ゲーム中では名前は不明だったが、シュルームと同じく日本国外の『XII』公式漫画ではリメロ（Rimelo）と名前が設定され、シュルームの妹と明かされた。
スマートフォン用アクションゲーム『THE KING OF FIGHTERS-i 2012』および『THE KING OF FIGHTERS-A 2012』では、ギャラリーで『XIII』のようなドット絵に興された姿を見ることができる。そのイラストでもキャラクター名が確認できる。

## 餓狼シリーズ関連オリジナルキャラクター
餓狼シリーズのキャラクターに関連したKOFオリジナルキャラクター。下記の面々以外は韓国チームとオロチ八傑集を参照。
シュンエイ（瞬影）［Shun'Ei］
声 - 大原崇
所属：中国チーム（XIV）、ヒーローチーム（XV）
『XIV』からのストーリーにおける中心人物で、KOFシリーズ4代目主人公。緑色の髪にヘッドホンをつけ、黒い上着をマントのように羽織った少年。宙に浮く赤色と青色の大きな2つの手を自らのオーラにより具現化し、それらと自身が体得した八極聖拳を融合させて戦う「八極幻影拳」という拳法を使う。
その特異な能力を恐れた両親に捨てられた後、タンに拾われ彼の下で八極聖拳の修行を積む。いくら修業を積んでも、未だに自身の能力を完全に制御しきれないことに焦りを見せるシュンエイに、タンは「KOFに出て、祓う力を持つ草薙京や自身に似た境遇の格闘家たちと拳を交えることで何かを掴めるきっかけになるのでは」と提案。提案に乗ったシュンエイはKOF出場を決意する。
『XV』では正体が「アンプスペクター」と呼ばれる超能力者だと判明し、ヒーローチームのエンディングではシュンエイが両親と離別した状況が明かされた。
明天君（めいてんくん）［Meitenkun］
声 - 劉セイラ
所属：中国チーム（XIV）、ヒーローチーム（XV）
眠たそうな眼をした白髪の少年。いつも枕を持つ。シュンエイの親友。タンに「秘密兵器」と言わしめる程の力を秘めており、「八極眠眠拳」という拳法を使う。
担当声優に劉を起用した理由について「日本語と中国語が堪能」だったからである。
ルオン［Luong］
声 - 木野智香
所属：キムチーム（XIV）、エージェントチーム（XV）
テコンドーを独自にアレンジした格闘術の使い手であるセクシー美女。初登場作品の『XIV』ではガンイルがテコンドーの世界巡業中に出会い恋愛関係となり、キムの助っ人としてKOFに参加する。『XV』ではハインの依頼を受けると同時にマリーとヴァネッサとチームを組む。
ハイン［Hein］
声 - 狭川尚紀
所属：サウスタウンチーム（XIV）
ハワード・コネクションの新たな構成員。執事の服装を着用して眼鏡を掛けた男性。「ギャンビット」という独自の格闘術を使う。ドイツ出身。執事らしく謙虚で丁寧な物腰だが、その言動からは慇懃無礼でサディストな面が覗える。
キング・オブ・ダイナソー［King of Dinosaurs］
声 - 花田光
所属：メキシコチーム（XIV）、G.A.W.チーム（XV）
恐竜のコスチュームを着た謎の悪役プロレスラー。出身地・誕生日・身長・体重・血液型・趣味・得意スポーツがグリフォンマスクと同じで、似通った技を持つ。あるボクサーに復讐するために恐竜の姿へと生まれ変わったと語り、ラモンの誘いでKOFに出場する。
その正体はグリフォンマスク自身でないかと一部のキャラクターから指摘されているにもかかわらず、本人は頑なに否定している。しかしながら公式コミカライズの『THE KING OF FIGHTERS～A NEW BEGINNING～』では、実際に正体がグリフォンマスクと同一人物である事を明かしている。

## その他の本編オリジナルキャラクター

### 男性キャラクター
オズワルド［Oswald］
声 - 重塚利弘
所属：主人公チーム（XI）、DLCキャラクター（XIV）
手にしたトランプで相手を切り刻む、カード暗殺術「カーネフェル」の使い手。裏社会では名の知れた殺し屋で、既に引退した身であったが、アッシュに報酬金と探している薬の名を教えることを条件に『KOF』に参戦。
ネルソン［Nelson］
声 - 高梨謙吾
所属：南米チーム（XIV）
事故で片腕を失ったが、最先端ロボット工学の技術で作られた義手を提供されて復活したボクサー。入院中の婚約者であるリーチャの快復を願って『KOF』に参加した。マキシマからは義手の開発技術にネスツが絡んでいるのではないかと疑われている。
バンデラス・ハットリ［Bandeiras Hattori］
声 - 宮下栄治
所属：南米チーム（XIV）
幼い頃から忍者に憧れている男性で、独自の修行を続けているうちに驚異的な身体能力を身に付けた。「ブラジリアン忍術」という流派の道場を開いているが、弟子は一人もいない。その宣伝のために『KOF』に参加した。思い込みや勘違いが激しく、間違った日本観を持っている。
ザナドゥ［Xanadu］
声 - 藤田勇児
所属：悪人チーム（XIV）
「地底の王」の異名を持つカリスマ性を備えた凶悪な囚人。泥酔して器物破損の罪で投獄されたチャンとチョイを自身のチームメイトにスカウトする。
かなり奇抜な個性を持ち、一見すると支離滅裂な発言を繰り返す狂人だが、マチュアが復活した存在であることを見抜き興味を持つなど、物事の本質を見抜いていると取れる発言も多い。
ククリ［Kukri］
声 - 高橋広樹
所属：オフィシャル招待チーム（XIV）、アッシュチーム（XV）
裏社会で暗躍する顔が隠れるくらいにフードを被った謎のクールな青年。砂を操る能力「熱砂暗殺拳」の使い手で、ドロレスとは師弟関係にある。彼のプロフィールの多くは他のキャラクターによる推測になっている。「カス」や「クズ」を多用するなど言葉遣いが非常に悪く、三枚目っぽい飄々としたセリフが多い。何者かの依頼により大会に参加する。『XV』では、前作『XIV』のエンディングにおける協力者のエリザベートと、バースより復活したアッシュとチームを組んで参戦。
『SNKヒロインズ』ではCPU専用キャラクターで、大会の主催者および最終ボスとして登場する。
アントノフ［Antonov］
声 - 菱田盛之
所属：中ボス（XIV）、G.A.W.チーム（XV）
『KOF XIV』におけるKOFの主催者であり、勝手にKOF初代王者を自称する大富豪。KOFの全開催権を買い上げた。ヤコフという付き人と行動をともにする。ロシア出身の大男で、「シベリア黄金拳」という格闘術を使う。何かにつけて「初代王者」の肩書を自慢しているが、実力自体は本物である。試合中ですら葉巻を咥えて戦う程の愛煙家。
ヤコフの些細な失言に容赦ない降格などの大人げない対応を行うことはあるものの、犬の映画を見ながら涙ぐむ程に涙腺が緩かったりと良くも悪くも純粋な性格であり（ウィップ曰く「呆れるくらい何の裏も無い人」）、自らの強さを誇ると同時に相手の強さを認める王者らしい度量の大きさを持ち合わせている。
『XV』では、『XIV』の大会で多額の負債を抱えて一度は失脚するも、新たにプロレス団体「G.A.W.(ギャラクシー・アントン・レスリング)」を設立。ラモンとキング・オブ・ダイナソーをスカウトし、再起を図るためにKOFに出場する。
バース［Verse］
声 - ゆうさく
所属：最終ボス（XIV）
『KOF XIV』の最後の敵である異形の怪人。異世界チームが追っている「ウェイカム」の正体でもある。
クレメンス・ベラミー
声 - Kazuma Otsu[XIV]、斉藤祐輝[XV]
『XIV』『XV』に登場。テレビ放送局「AMBC」所属のアナウンサー。大きな白いフレーム眼鏡に黒髪丸坊主と紫ネクタイに白いワイシャツの上に水色ビジネススーツを着用した黒人男性。『XIV』では今まで噂とされていたKOFの「平穏無事に終了したことは一度も無い」と言われる程の毎回決勝近くまたは決勝戦後のトラブルをTVカメラマン共々KOFのトラブルを初めて一部始終全国放送し、『XIV』KOF優勝者がバースを倒し、世界を救った事と『XIV』大会主催者のアントノフが無事な事も伝え、『XIV』を良い雰囲気で締め括りKOF放送を終了させた。『XV』公式サイトでは一部の大会参加者を除き、大会参加者にインタビューするが、サウスタウンチームのギース、ビリー、山崎の様な悪党にも平然とインタビューする事から肝が据わった人物である。更に『XV』でも『XIV』同様KOF決勝近くまたは決勝戦後のトラブルに遭遇し、今度は『XV』KOF優勝者が突如イスラの能力が暴走した事で出現したリ・ヴァース共々消える事態をTVカメラマンと観客共々目の当たりにする事になるが、後に『XV』KOF優勝者が突如イリュージョンの様に戻って来てリ・ヴァースを謎の生物とし、確認する事が出来ない事を伝え、そして『XV』決勝近くまたは決勝戦後の事件を『XIV』同様、超常現象として扱い、そのまま良い雰囲気で再び締め括りKOF放送を終了させた。

### 女性キャラクター
四条雛子（しじょう ひなこ）［Hinako Shijo］
声 - 川澄綾子[2000 - 2003]、田村茜音[XV]
所属：女性格闘家チーム（2000、2001）、美少女格闘家チーム（2002UM）、女子高生チーム（2003）、DLCキャラクター（XV）
相撲にのめりこみ、女子相撲部まで作ろうとしている女子高生。財閥のお嬢様で、感覚が世間一般から大きくズレている。ちゃんこ鍋を専属のコックに作らせる辺り、正に金持ちのお嬢様である。『2000』で女性格闘家チームの一般公募に応募して初めて出場を果たし、『2003』では女子高生チームとして参加した。ゲーム中ではスカートの中はドロワーズのような短パンを穿いているが、YUJINから発売されたフィギュアでは通常のパンツとなっていた。
まりん［Malin］
声 - 猪砂和世
所属：女子高生チーム（2003）、アンチ極限流チーム（XI）
暗器使いの少女。とある組織に属しているが、詳細は不明。『XI』ではユリから自身の暗器を使うスタイルについていちゃもんを付けられたとして、彼女を敵視し打倒を目論む。
ミアン（美杏）［Mian］
声 - AYUKA
所属：オフィシャル招待チーム（XIV）
中国の伝統劇「川劇」の役者の女性。地下格闘技界で活躍している。役者としてのプロ意識は強いものの人見知りで恥ずかしがり屋。女口調になったり男口調になったりと口調が変わりやすく、ククリほどではないが毒舌な一面も。「四川武真流」という流派の使い手。
サリナ［Zarina］
声 - 藤村歩
所属：南米チーム（XIV）
ブラジル在住のコロンビア人の女性。カポエイラやサンバなどで培ったリズミカルでダンサブルな動きからの蹴りを主体とした我流の武術を使う。ペットのオオハシ「Coco」たちの営巣地が大企業に買収され、そこで行われてる土地開発の影響でオオハシらが絶滅の危機に瀕しており、世論に開発中止を訴えるためにKOFに参加する。
ナジュド（نجد）［NAJD］
声 - 福原綾香
所属：DLCキャラクター（XIV、XV）
自身が身に纏う、中近東の伝統衣装「アバーヤ」に宿る謎の力で戦う女子大学生。サウジアラビアの皇太子ムハンマド・ビン・サルマーン氏が設立したマンガプロダクションズとSNKが共同でSNSなどを通じたデザイン案の募集を行い、中近東のゲーマーらが出したデザインやアイデアを参考にして誕生したという経緯を持つ。
イスラ［Isla］
声 - Lynn
所属：ライバルチーム（XV）
チリ出身。南米を中心に活動するグラフィティ・アーティスト。シュンエイと同様に2つの幻影の手を持つ。幻影自体が意思を持っており、イスラはこの幻影を「アマンダ」と呼んで、良き相棒として固い友情を結んでいる。劣悪な環境の孤児院で生まれ育ったせいもあってか、大人たちを激しく忌み嫌い、比較的環境に恵まれているシュンエイの事も嫉妬心から一方的に敵視する。ハイデルン達からチームの誘いを受け、自身をリーダーにするという条件で参戦を決意。シュンエイと同じく、「アンプスペクター」と呼ばれる超能力者の一人。
ドロレス［Delores］
声 - 甲斐田裕子
所属：ライバルチーム（XV）
マリ共和国出身。バースの中から復活したアフリカの大隠者で、ククリの師匠。大地の精霊の力を借りて泥を操る「聖泥術」の使い手。ククリが幼少の頃、彼の暴走した力に巻き込まれて一度命を落としていた。「アンプスペクター」とバースの共鳴によって災厄が訪れる事を予知し、協力者のハイデルンと共にイスラをチームに誘い入れ、災厄を食い止めるためにKOFに出場する。

## その他のSNKキャラクター
餓狼シリーズ・龍虎の拳シリーズ・怒シリーズ・サイコソルジャーシリーズ・サムライスピリッツシリーズ以外でKOFに登場したSNKのキャラクター。『XI』の乱入キャラクターたちはタイムリリースにより登場するが、あくまで隠しキャラクター扱いのため、ストーリーに関わりはない。

### 風雲シリーズ
ショー・疾風（ショー はやて）［Syo Hayate］
声 - 井上宏之
所属：乱入キャラクター（XI）
『風雲黙示録』の主人公。空手とブーメランを組み合わせた全く新しい格闘技「風雲拳」の使い手。原作での「武器攻撃」は特殊技として出せるようになっている。『XI』で1440時間稼動すると登場。
ジャズウ（邪頭）［Jazu］
声 - 伊藤えん魔
所属：乱入キャラクター（XI）
『風雲スーパータッグバトル』の最終ボス。テロリスト集団「邪呀」の頭領で、人外の存在。風雲シリーズに登場するゴズウ、メズウと共通する技を使う。『XI』で1200時間稼動すると登場。

### 武力 〜BURIKI ONE〜
天童凱（てんどう がい）［Gai Tendo］
声 - 檜山修之
所属：エキストラストライカー（'99EVO）、アナザーストライカー（2000）、乱入キャラクター（XI）
『武力 〜BURIKI ONE〜』の主人公。総合格闘技の天才。大切なものに入っている「番長」は、飼っている犬の名前である。『'99EVO』や『2000』ではストライカーとしてのみ出場。正式に出場した『XI』では、960時間稼動すると登場する。同じく『武力』に出ていたリョウとの掛け合いもある。声優がジョーと同じで、ユリに負けると「ハリケーンアッパーって言ってみて」と勝利セリフでせがまれる。必殺技のコマンド入力は『武力』仕様に近いものとなっている。追加技が多く、『武力』同様にレバーで入力しなければならない技も多い。ただし、リーダー超必殺技「タイマン勝負」の発動中では、一部の必殺技が他のキャラクターのようにボタンとの組み合わせで出せるようになる。
ズィルバー［Silber］
声 - 有田洋之
所属：乱入キャラクター（XI）
『武力 〜BURIKI ONE〜』のボスにして隠しキャラクター。空手を使うようだが、口数の少ない謎の多い男。ジャズウ同様、『XI』で1200時間稼動すると登場。凱と違って、コマンド入力は『武力』仕様ではないが溜めコマンドの技を持つキャラクターになっており、「レバーを後ろから前に入れて」攻撃するという『武力』の操作性をある意味で再現している。ゲーム中では異様に足が遅い。

### 格闘ゲーム以外
ムイムイ［Mui Mui］
声 - 大津奈美子
所属：異世界チーム（XIV）
『ドラゴンギャル』シリーズの主人公。
ラブ・ハート［Love Heart］
声 - 行成とあ
所属：異世界チーム（XIV）
『スカイラブ』シリーズの主人公。
フィオ（『メタルスラッグ』）
→ MAXIMUM IMPACT

## KOF 京
夏元雅人の同名コミックを題材にしたアドベンチャーゲームに登場する、ゲームオリジナルキャラクター。

### バトルモード参戦キャラクター
ストーリーモードで対戦相手として登場し、バトルモードで隠しキャラクターとして選択可能なキャラクター。
草薙蒼司（くさなぎ そうじ）［Souji Kusanagi］
声 - 及川直紀
京のいとこ。草薙流の修行をしていたが、とある理由により断念し、現在は普通の生活を送っている。京をも越える才能を持っていたとされるほどの天才であり、唯我独尊の性格の京をもってして、「一人の男として尊敬している」「一生勝てないと思っていた」と言わしめるほどの人格者でもある。京や柴舟と同じく草薙流の技を使う。
本編でも、『'98』のエンディングイラストのひとつで京と柴舟と共に修行する姿が描かれている。
千堂恭司（せんどう きょうじ）［Kyoji Sendo］
声 - 林裕隆
千堂兄弟の長男。『KOF』の招待状を得るために順子と翔太の2人とともに、あの手この手で京に挑む。外見は見るからに格闘家らしいうえに、極限流空手に似た技を使う。左頬に傷がある。神社へのお参りを欠かさず、神社で京と出会っても「ここは神聖な場所だ」と戦わずに去るなど、実直で硬派な性格をしている。
千堂順子（せんどう じゅんこ）［Junko Sendo］
声 - 菊池由美子
千堂兄弟の長女。外見はレディースっぽく、マチュアや藤堂香澄に似た技を使う。3人の中でも手段を選ばない度合いはもっとも高く、京をおびき寄せるためだけに大門五郎の教え子を襲う計画を立てたのも彼女。その反面、弟の圭輔への思いも強く、病室に持っていくための花束を抱えて歩く順子の姿が見られる。
千堂翔太（せんどう しょうた）［Syota Sendo］
声 - タイソン大屋
千堂兄弟の次男。学ランを着た巨漢で、力任せに戦う。七枷社（ノーマル）に似た技を使う。

### イベントキャラクター
草薙静（くさなぎ しず）［Shizu Kusanagi］
声 - 金田美穂（KOF 京） / 今泉葉子（アニメ『DESTINY』）
柴舟の妻で、京の母。本編でも設定上存在する（柴舟のプロフィール欄の大切な物に記載）が、出番があるのはこのゲームと同名の漫画版、それと『'96』と『2000』（コメディ編）の小説版のみ。漫画版では薙刀を心得ているらしく、草薙家に侵入した影二に突きつけている。小説版では内科の開業医であり（『2000』の小説版（コメディ編）では、普段収入がない柴舟に代わり草薙家の家計を担っているとされている）、紅丸が認めるほどの美人。
アニメ『DESTINY』では名前の読みが「くさなぎ しずか（Shizuka Kusanagi）」になっており、シルエットでの登場。柴舟にとっては頭の上がらない人物となっている。
草薙葵（くさなぎ あおい）［Aoi Kusanagi］
声 - 川澄綾子
蒼司の妹（京のいとこ）。兄が草薙流を断念した理由が本家の干渉のせいであると思い込み、特に本家継承者の京に対して恨みを抱いている。シェルミーを通じてオロチの力に手を染めてしまう。
レイレン［Lei-len］
声 - 弓雅枝
元斎の孫娘。誘拐された祖父を救い出すため、手紙の差出人である悪名高い大富豪・金満家の自宅に殴り込みに行こうとする。
千堂圭輔（せんどう けいすけ）［Keisuke Sendo］
声 - 金田美穂
千堂兄弟の末子。病弱で車椅子に乗って生活しており、入院している。病院のベッドで見た『KOF』で京の強さに憧れ、彼のファンになった。恭司たちが『KOF』の招待状を狙うのは彼のためである。

## 携帯ハードの外伝

### 熱闘KOF
神楽（かぐら）［Kagura］
所属：中ボス（熱闘'96）
『熱闘'96』はデフォルトでちづるが出場しているが、それとは別に、中ボスとして性能が少し異なるちづるが「KAGURA」の名前で登場する。ストーリーデモでは彼女も「神楽ちづる」と名乗っている。
→ 神楽（八咫）一族
庵'（いおり ダッシュ）［Iori'］
所属：乱入キャラクター（熱闘'96）
『熱闘'96』における「ツキノヨルオロチノチニクルフイオリ」。庵が京、ちづるとチームを組んだ場合、ゲーニッツを倒した後に血の暴走を起こし、2人と戦うことになる。通常の庵から一部の技が変更されている。
→ 人間との混血
レオナ'（レオナ ダッシュ）［Leona'］
所属：乱入キャラクター（熱闘'96）
『熱闘'96』における「ヤミノナカオロチノチニメザメルレオナ」。レオナが庵、マチュアとチームを組んだ場合、ゲーニッツを倒した後に血の暴走を起こし、2人と戦うことになる。ハイデルンの「ストームブリンガー」のような技なども使用する。
→ 人間との混血

### KOF EX
葉花萌（はばな もえ）［Moe Habana］
声 - 千葉麗子
所属：主人公チーム（EX、EX2）
三種の神器を補佐する「十種神宝（とくさのかむだから）」の一人「八握剣」の守護者である日系アメリカ人の少女。ジークンドーと古武術を組み合わせて闘う。『EX』では自身の家系が十種神宝の一人であることを知らず、『EX2』でそのことを祖父から聞かされる。『EX2』の雑誌掲載のストーリーを担当した嬉野秋彦によれば、開発初期は「柴舟の隠し子で京とは腹違いの兄妹」という設定案があったが、最終的に没となっている。
大神零児（おおがみ れいじ）［Reiji Oogami］
声 - 稲田徹
所属：主人公チーム（EX2）
十種神宝の一人で「辺都鏡」の守護者。ちづるそっくりの格好をした子供を連れている色男。そのちづるにはそれなりの感情を抱いているようで、オロチの封印を護るため動けない彼女に頼まれ、京と萌とでチームを組んで『KOF』に出場する。格闘スタイルは「古武術＋我流」となっているが、技に神楽流同様に分身するものがある。
華守純（かがみ じゅん）［Jun Kagami］
声 - 鈴木麻里子
所属：八神チーム（EX2）
十種神宝の一人で「生玉」の守護者。ファッション系のモデルをしている長身の女性。体格を利とした体術が得意。男勝りな性格をしている。バックストーリーでは庵にKOF出場をせがんだ折、高級の毛皮コートを燃やされている。
黒咲壬羽（くろさき みう）［Miu Kurosaki］
声 - 野中藍
所属：八神チーム（EX2）
十種神宝の一人で「道返玉」の守護者。サイドテールの小柄な少女。黒い羽根状の暗器を使う。口数が少なく、人前では感情を決して表に出さない。忍とは幼なじみであり、彼を救うために華守と庵と行動を共にする。
天羽忍（あもう しのぶ）［Shinobu Amou］
声 - 石毛佐和
所属：最終ボス1（EX2）
十種神宝の一人で「死返玉」の守護者。死者との感応能力を持つ少年で、壬羽とは幼なじみである。一族の閉鎖的な環境を疎んでいたため、あえてグスタフの成すがままになり、ゲーニッツの魂をその身に降ろしプレイヤーに襲い掛かる。『EX2』の最終ボス。隠しプレイヤーキャラクターとして使用可能。
暴走忍（ぼうそうしのぶ）
所属：最終ボス2（EX2）
天羽忍の暴走状態。最終ボスの忍が一度倒されると、この状態に変化して再戦となる。全身を黄色く輝くオーラが纏っており、各技が強化されている。勝利メッセージでの口調も変化している。この状態では電撃を帯びた技を使う。ノーマル忍と同様に隠しプレイヤーキャラクターとして使用可能。
グスタフ・ミュンヒハウゼン［Gustav Munchausen］
オロチ一族の生き残りで、ゲーニッツの元・配下。表向きはドイツに本拠地を置くテクノロジー企業の社長で、『EX2』の舞台となる格闘大会の主催者だが、世界各地で発生していた大規模な児童連続誘拐事件の黒幕である。ゲーニッツを復活させるためにスイスの自城に拐ってきた少年たちを拉致していて、その適性のある忍をゲーニッツの魂の依り代とする。ゲーム中では忍を操る黒幕としてデモや背景に登場するのみのサブキャラクターであり、格闘キャラクターとしては登場しない。

### KOF バトルDEパラダイス
スゴロクで操作することになるプレイヤーキャラクター。いずれもひょんなことから『KOF』の世界に迷い込んだ少年少女となっている。
ユウG
ノリが良いが思い込みの激しい熱血漢の少年。マサムネとはライバル関係。
はとこ
快活で夢見がちな少女。世話好きだがドジであり、ゲームは苦手。
マサムネ
クールな御曹司の少年。少々世間知らずなところがある。ゲームは上手。
アイ
コギャルだが根は良い少女。ユウGのことが気になっている。

## KOF MAXIMUM IMPACTシリーズ

### MAXIMUM IMPACT
アルバ・メイラ［Alba Meira］
声 - 佐藤佑暉
『MI』主人公。ストリートギャング「サンズ・オブ・フェイト」の若きリーダー。自己流で鍛えた中国拳法にマーシャルアーツを組み合わせた格闘を駆使し、その格闘技術は「暁の悪魔」と呼ばれ恐れられる程の威力を持つ。紳士的な物腰をした穏健派だが間違ったことに対する怒りは非常に激しく、それ故にリアン、セス、デュークに強い恨みを抱く。
ソワレ・メイラ［Soiree Meira］
声 - 服巻浩司
アルバの双子の弟。幼少より平衡感覚に秀で、カポエイラに分類される我流の格闘術で戦う。敬愛する兄を街の「キング」にするため、「メフィストフェレス」との戦いへ赴く。冷静沈着な兄とは対照に、陽気でお調子者な性格をしている。
リアン・ネヴィル［Lien Neville］
声 - 井上富美子
幼い頃デュークに両親を殺され、そのデュークによって育てられた暗殺者。「殺人カラテ」という格闘術だけでなく、レーザー衛星も使用する。 両親を殺したデュークの命を狙い続けている。
ミニョン・ベアール［Mignon Beart］
声 - 安田美和
一人前を目指す白魔術使いの魔女の卵。魔法だけでなく中国拳法も使う。金持ちのお嬢様育ちであり、場の空気を読むことができない間抜けな性格で、幼稚な部分が目立つが本人はいたって真面目な努力家である。魔力と身体を鍛える目的で『KOF』に参加した。
ハイエナ［Hyena］
声 - 島田敏
デュークの腰巾着である媚び諂った男。とにかく口が達者で、人を利用するのが上手い。「メフィストフェレス」主催の『KOF』で実況アナウンス役を務めていた。『MI』の時点で操作キャラクターとして制作されていたが、結局お流れになり、『MI2』で操作キャラクターとなる。格闘スタイルはチキン。複数枚のカードをバラまくといった特殊な技が多く、死んだフリで騙し討ちを仕掛けるなど、トリッキーかつ狡猾な技が数多くある。『MIA』の新超必殺技「JOKE」は、『XI』のキャラクター、オズワルドが使う「JOKER」のパロディ。
チェ・リム（채림）［Chae Lim］
声 - 天野有希子
キム・カッファンの弟子である少女。大会出場の経験がなかったために「キムの秘蔵っ子」と呼ばれていたが、多忙なキムに代わり、KOFへ出場することに。キム同様、悪は絶対に許さない。技もキムと全く同じものを使うが、『MI2』以降ではジョン・フーンのように「構え」が導入されている。性格も師匠譲りであり、気さくで真面目すぎるところがあるが、普段は食べ歩きが楽しみだったり、自分で服を作るのが趣味など、女の子らしい一面もある。アリス・クライスラーたちとは仲が良い。
ロック・ハワード
→ 餓狼 MARK OF THE WOLVES
デューク［Duke］
声 - 梁田清之
所属：最終ボス（MI、MIA）、通常キャラクター（MI2）
闇組織「メフィストフェレス」の統治者で、巨大組織「アデス」が生み出した強化人間の一人。かつては「クシエル」の幹部だった。サウスタウンを牛耳ろうと『KOF』を開催し、メイラ兄弟を葬ろうとするが、返り討ちに遭い姿を消した。
『MI2』では「アデス」に再び闘うことを命じられ、一介の戦士として参戦するが、目的は己の存在理由を知るためとなっている。

### MAXIMUM IMPACT 2
ナガセ（流星）［Nagase］
声 - 谷藤リョーコ
自称「くのいち」のアキバ系少女。『サムライスピリッツ』での服部半蔵に似た技を使う。『KOF』を開催した裏社会の大規模組織「アデス」が生み出した強化人間の一人だが、組織に対する忠誠心はほとんど無く、『KOF』に参戦したのも自分の強さを証明するためである。
ルイーゼ・マイリンク［Luise Meyrink］
声 - 辻裕子
ロケット工学の権威であるデートレフ・マイリンク博士の一人娘。父の失踪によって精神を病んだ母を気遣い、「アデス」に誘拐された父を探すため自ら『KOF』に参戦した。しかし、それ以外にも違う目的があるようである。メイラ兄弟に隠された秘密を知っている様子。
ニノン・ベアール［Ninon Beart］
声 - 高塚純
所属：隠しキャラクター（MI2）
ミニョンの妹。白魔術を使う姉と違い、黒魔術を自分の気の向くままに使う。天然ボケで夢見がちな姉とは対照的に、まだ幼いながらもクールで冷徹な性格。奮闘する姉に対抗心を抱き、自分の方が姉より強い黒魔術使いであることを証明するため、退屈しのぎとして密かに『KOF』に参戦する。
リチャード・マイヤ［Richard Myer］
声 - コング桑田
所属：隠しキャラクター（MI2）
『餓狼伝説』シリーズに登場したカポエイラの使い手にしてレストラン「パオパオカフェ」の店主。『餓狼』シリーズにおいては初代でのみ戦い、以後は第一線から退き、弟子のボブ・ウィルソンが戦っていた。『XI』の餓狼チームのエンディング、『XIII』及び『XIV』の女性格闘家チームのエンディングにも登場している（なお、『XIII』の女性格闘家チームのエンディングではパオパオカフェに来店していた女性格闘家達によって悲惨な目に合い、『XIV』では女性格闘家達の他にテリー、アンディ、リョウの3人にまたしても悲惨な目に合う）。妻と一人娘がいる。
リリィ・カーン［Lilly Kane］
声 - かかずゆみ
所属：アナザーストライカー（2000）、隠しキャラクター（MI2）
ビリーの妹。初登場の『餓狼伝説』シリーズ時代から『MI2』まで、一度もプレイヤーキャラクターになったことはなく、戦ったことがなかった（『2000』ではアナザーストライカーとして登場しているが、攻撃はしていない）。三節棍のように伸ばせる物干し竿を武器にしており、ビリーとほぼ同じ技を使用する。「すすはらい」という技で空中に停滞できたり、「ヒップアタック」があったりと、ほぼマスコット（ギャグキャラクター）的存在。テリーや舞との戦闘前には、兄のことを謝るシーンもある。
ナイトメア・ギース［Nightmare Geese］
→ 餓狼伝説
フィオ［Fio］
声 - 森角香奈子['99EVO、2000]、アイクル[MI2]
所属：エキストラストライカー（'99EVO）、アナザーストライカー（2000）、隠しキャラクター（MI2）
『メタルスラッグ』シリーズから登場のスパローズ隊員。『'99EVO』と『2000』ではストライカー専用キャラクターとして登場した。「フィオ」は通称で、本名はフィオリーナ・ジェルミ。本作では重火器や爆弾などを駆使して戦闘に参加する。
服部半蔵（はっとり はんぞう）［Hanzo Hattori］
声 - 臼井雅基
所属：隠しキャラクター（MI2）
『サムライスピリッツ』シリーズから登場。原典では江戸時代の人物だが、登場についてストーリー上の時代設定の理由付けなどは特に行われていない。本家『サムライスピリッツ』に登場する2人の服部半蔵のうち、この半蔵は『新章』に登場する息子（旧名：真蔵）の方ではなく、ほぼ全作品登場している父親の方をベースにしている。似たような技を使うナガセや、不知火流の継承者である舞、ギース（怨霊）との掛け合いが見られる。忍刀を振り下ろして火柱を立てる「忍法 天魔覆滅」は本作でも健在。「火遁の術」という、本家には無い技も使用する。
ワイルドウルフ［Wild Wolf］
所属：隠しキャラクター
『餓狼MOW』版のテリー。前作ではそのままテリーの2Pモデルとして選ぶことができた。
二代目Mr.カラテ［Mr. Karate］
所属：隠しキャラクター（MI2）
リョウの性能違い版で、タクマと同様、天狗の面をつけている。2Pモデルは『餓狼伝説 WILD AMBITION』でのものとほぼ同じ衣装になる。
草薙京CLASSIC［Kyo Kusanagi Classic］
所属：隠しキャラクター（MI2）
『'95』ベース性能の改造学ランを着た京。ワイルドウルフと同じく、前作では京の2Pモデルとして選択できた。技の台詞はKUSANAGIから引用されているものが多い。
アーマーラルフ［Armor Ralf］
所属：隠しキャラクター（MI2）
特殊な装甲に身を包み、棘だらけのナックルガードを装備した、ラルフの性能違い版。全キャラクターの中で唯一、常時スーパーアーマー性能となっている（ただし、ガードゲージがある場合のみ）。攻撃を受けてもビクともせず、コマンド投げも通用しないが、その代わりバックステップとガードが使用できない。元々はアルバたちの仲間の一人・ノエルとして製作されていたコンパチキャラクターだったが、後から今の形に変更された。同じくアルバたちの仲間であるギャラガーがクラークのコンパチキャラクターとして作られる予定があったが、こちらは没となっている。ゲームバランスを度外視した強さであったため、アーケード作品の『REGULATION "A"』では他の『MI2』の登場キャラクターが全員参加している中で、彼のみ除外されている。
ジヴァートマ［Jivatma］
声 - 工藤恭造
所属：最終ボス
闇組織「クシエル」の統治者で、「闇の爪」と呼ばれる。マイリンク博士や巻島博士を含む、世界中の高名な科学者を誘拐･拉致している黒幕。強靭な肉体を持つ格闘家を集めるために暗躍しているが、真の目的は謎に包まれている。メイラ兄弟を「ユーダイム」と呼び、2人の出生の秘密について何か知っている模様。ルイーゼのことを「ラキア」と呼ぶ。自らの格闘スタイルを「制裁」と称し、腕を伸縮させるなどの常軌を逸した身体と高い戦闘能力を持つ。ルイーゼに似たような技も使う。

### MAXIMUM IMPACT REGULATION "A"
笑龍（シャオロン）［Xiaolon］
声 - 松本まきこ
飛賊の一員。龍の娘であり、デュオロンの異母妹。芯の強い控えめな女性だが、父の同門である麟に師事し、全身が猛毒と化している（その毒は、触れただけで身体に染み込むほど強烈）。兄であるデュオロンより先に龍を捜し、二人の戦いを阻止することを目的に生きている。腕を長い袖で覆い隠しているが、袖には様々な暗器が仕込まれている。
溝口誠（みぞぐち まこと）［Makoto Mizoguchi］
声 - Kay稲毛
データイーストの「ファイターズヒストリー シリーズ」からのゲストキャラクター。『ファイターズヒストリー』の特徴であった弱点システムが「頭部を攻撃されると通常よりも高いダメージを受ける」という個人的特徴として反映されている。リョウ・サカザキを自分のパチモンと勝手に判断し、彼を倒すために参戦した（その際、ラッキー・グローバーと思しき人物から招待状を強奪している）。これはSNKプレイモアがジー・モードとキャラクターの相互利用契約を締結したことによって実現したもので、ジー・モードはデータイーストの自己破産後にデータイーストのゲームに関するライセンスを取得している。

## その他ゲーム作品の登場人物

### THE KING OF FIGHTERS ALLSTAR
主人公（名前変更可能）
プレイヤーキャラクター。記憶を失った状態でKOF世界で目覚めた。何故か歴代KOF出場者の力を行使できる特殊能力を持ち、自身の謎を探るためKOFに参加する。
実はこの世界の「KOF」は仮想空間内の出来事となっており、主人公を「バグ」として止めようとする世界の管理者「調律者」達の干渉を受ける。
ノア［Noah］
声 - 花澤香菜
主人公の前に現れた謎の少女。一人称はボクで、必要以上に正義感に溢れたお節介な性格。主人公の持つ特殊能力を認識しており、相棒として案内役を務める。
しかしその正体はかつて調律者「ディレクター」と呼ばれていた存在であり、真の目的は、KOFと主人公の特殊能力を利用して仮想空間で起こった事象を現実世界に実体化させ、全世界を支配する事であった。
リューゴ［Ryugo］
声 - 杉田智和
調律者「プランナー」。眼鏡を掛けた理知的な男性。自称分析家で、目的のためなら手段を選ばない現実主義者。主人公をしつこく追跡する。
カヤ［Kaya］
声 - 佐倉綾音
調律者「アーティスト」。自由奔放で大雑把な性格の女性。使命感は特になく、リューゴからバカにされる日常から抜け出すため自らの能力を証明しようとしている。
アイン［Ein］
声 - 早見沙織
調律者「デバッガー」。冷静沈着な少女。天才的頭脳の持ち主で、調律者達のリーダー格。人付き合いが苦手なため、いつもフードを被っている。

### THE KING OF FIGHTERS for GIRLS
主人公（名前変更可能で、デフォルトネームは三峯ゆかり）
格闘家のトレーニング施設に住み込みで働く女性。前に勤めていた会社が倒産したことで、住む場所と職を失い、新しくトレーニング施設で働くことになった。
施設で出会った京たちKOF出場者のマネージャーになるが、なぜか主人公にもKOFの招待状が届くことになる。
その正体は、国産みの神の片割れである「イザナミ」の生まれ変わりであり、転生が不完全だったために神であった頃の記憶を持たず、普通の人間として生活していた。
自らに執着するナギが起こした騒動の中で人を惑わす「穢れ」を吸収する特殊能力に目覚め、自分がイザナミの転生体であることや妻を亡くしたナギ（イザナギ）の哀しみを知るが、二人だけの新しい神世界を創るというナギの理想を否定し、格闘家たちとともに立ち向かう。
ナギ［Nagi］
声 - 平川大輔
所属：神世界チーム
『for GIRLS』におけるKOF大会主催者。主人公を「ヒメ」と呼ぶ、穏やかな青年。
側近のヨミとビリー・カーン、山崎竜二の三人を大会オフィシャルチームとして出場させ、その影で自らの目的のために動いている（ただし、ゲームシステム上はナギ・ヨミ・ビリーの三人が「神世界チーム」として扱われる）。自然現象を自在に操る力を持つ。
その正体は、国産みの神の片割れである「イザナギ」。物腰は穏やかだが、神としての精神性がそのままであるため基本的に人間を路傍の花程度にしか思っておらず、自分と主人公が暮らすに相応しい世界を創るため、新しい世界の礎（生贄）として相応しい者以外の人間を滅ぼそうとしていた。だが、主人公の命懸けの抵抗と説得によって考えを改め、最終的には神であることを捨ててただの人間として生きることを決める。
ヨミ［Yomi］
声 - 古川慎
所属：神世界チーム
ナギに仕える忠実な部下。過去にKOFへの参加経験があるとされている。
格闘家の父の元で修業を積んでいたが、虐待に近い過酷な訓練を強いられ瀕死に陥っていたところでナギに出会い、天上界に匿われたことで彼に忠誠を誓っている。

## その他（ゲーム以外）
前田たかや（まえだ たかや）
漫画版『KOF京』にのみ登場した、京の高校に通う柔道部部長。なかなかの硬派で、紅丸のようなナンパ野郎が嫌い。大門に指導を受け、その才能を見込まれる。ユキをかけて京と勝負し（その時の京が不調であったとはいえ）勝利。短い間ながらユキと付き合うことができた。
谷間菊理（たにま きくり）
声 - かかずゆみ
CDドラマ・劇場版『夕陽と月』にのみ登場した、庵に想いを寄せる少女。
谷間このえ（たにま このえ）
声 - RUMI
CDドラマ・劇場版『夕陽と月』にのみ登場する、菊理の姉。